# Biserica de lemn din Orosfaia

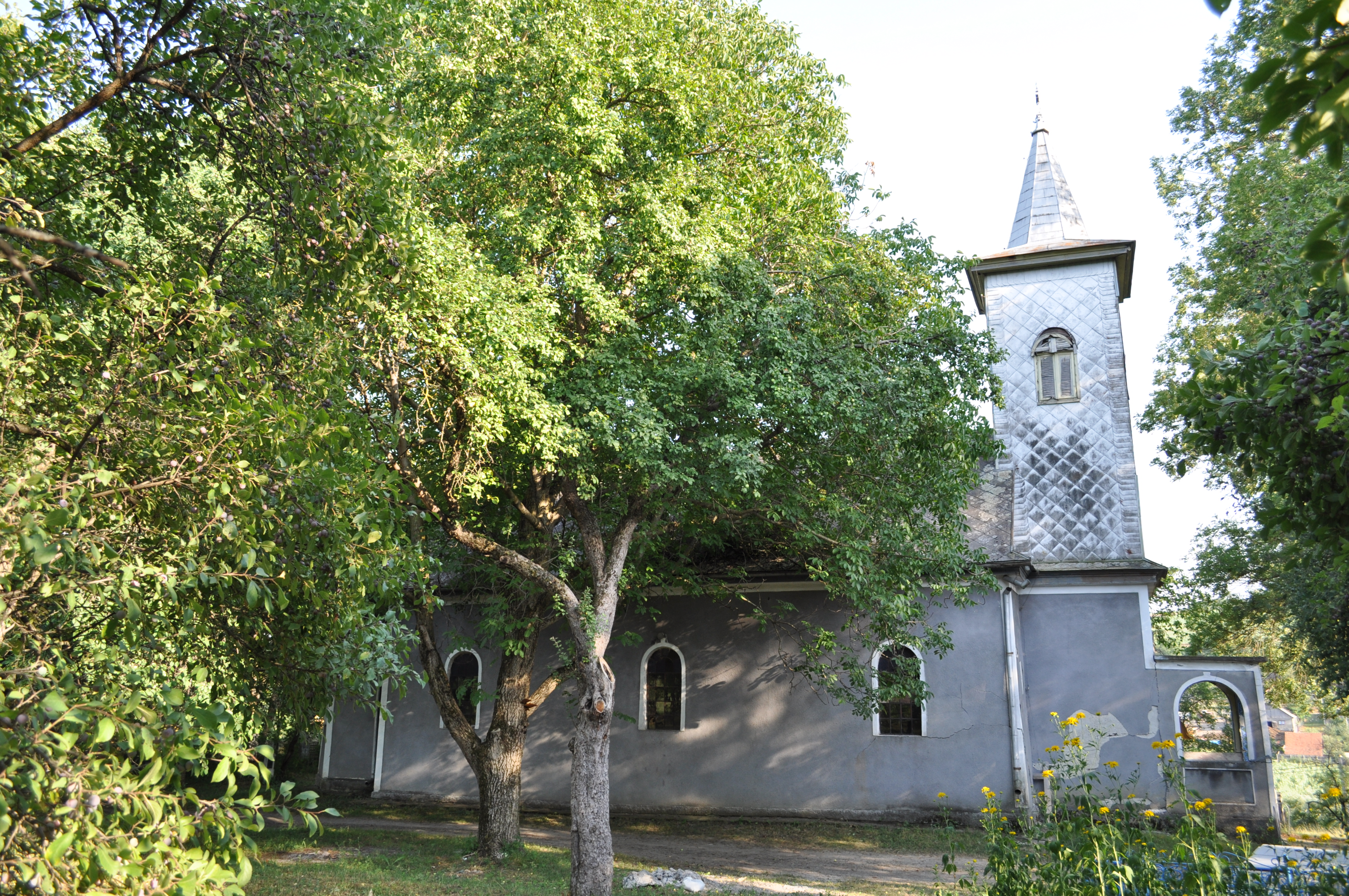
Biserica de lemn „Sfinții Arhangheli Mihail și Gavriil” din Orosfaia, comuna Milaș, județul Bistrița-Năsăud, foto: iulie 2012.

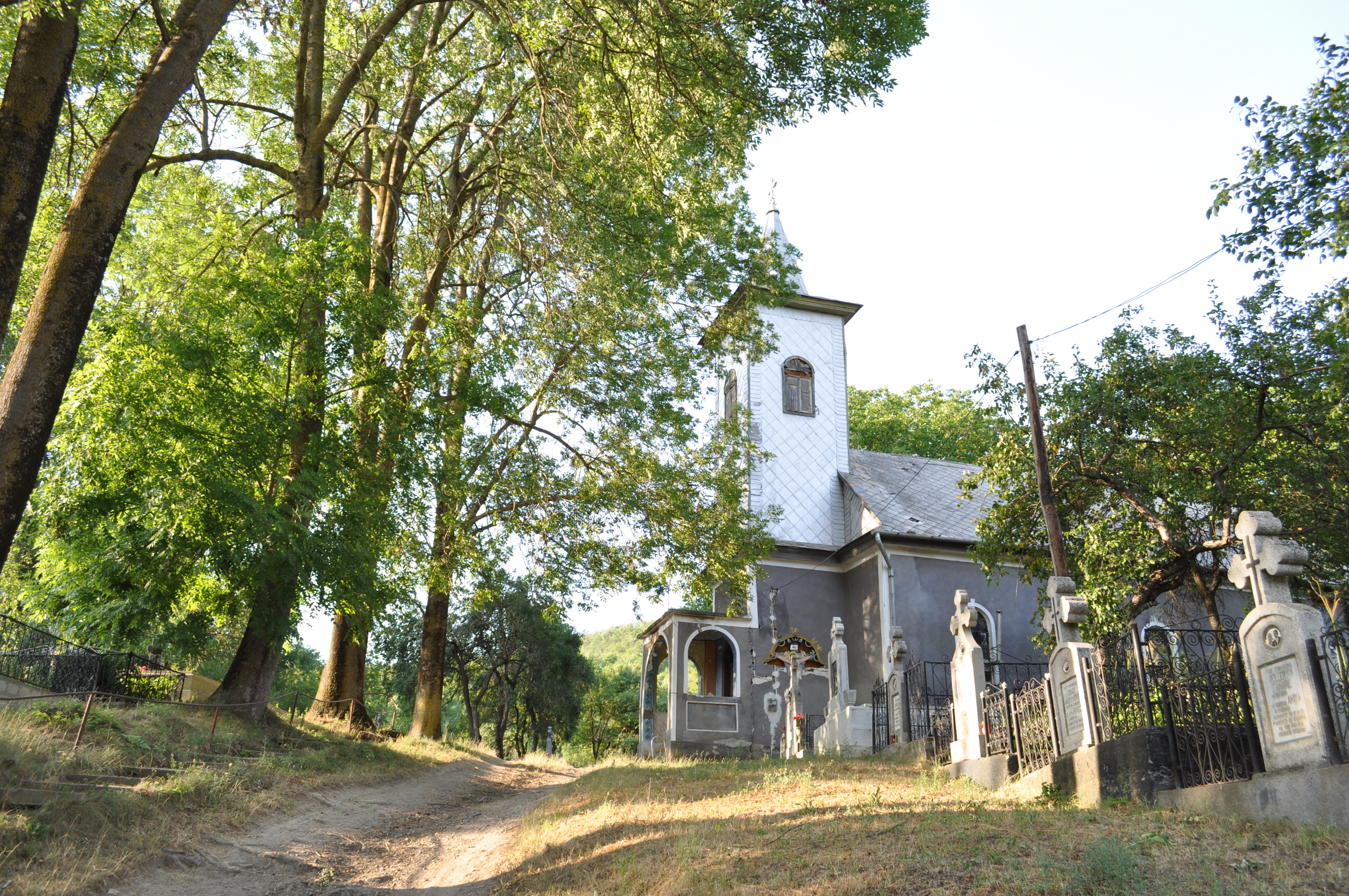
Biserica de lemn „Sfinții Arhangheli Mihail și Gavriil” din Orosfaia, comuna Milaș, județul Bistrița-Năsăud, foto: iulie 2012.

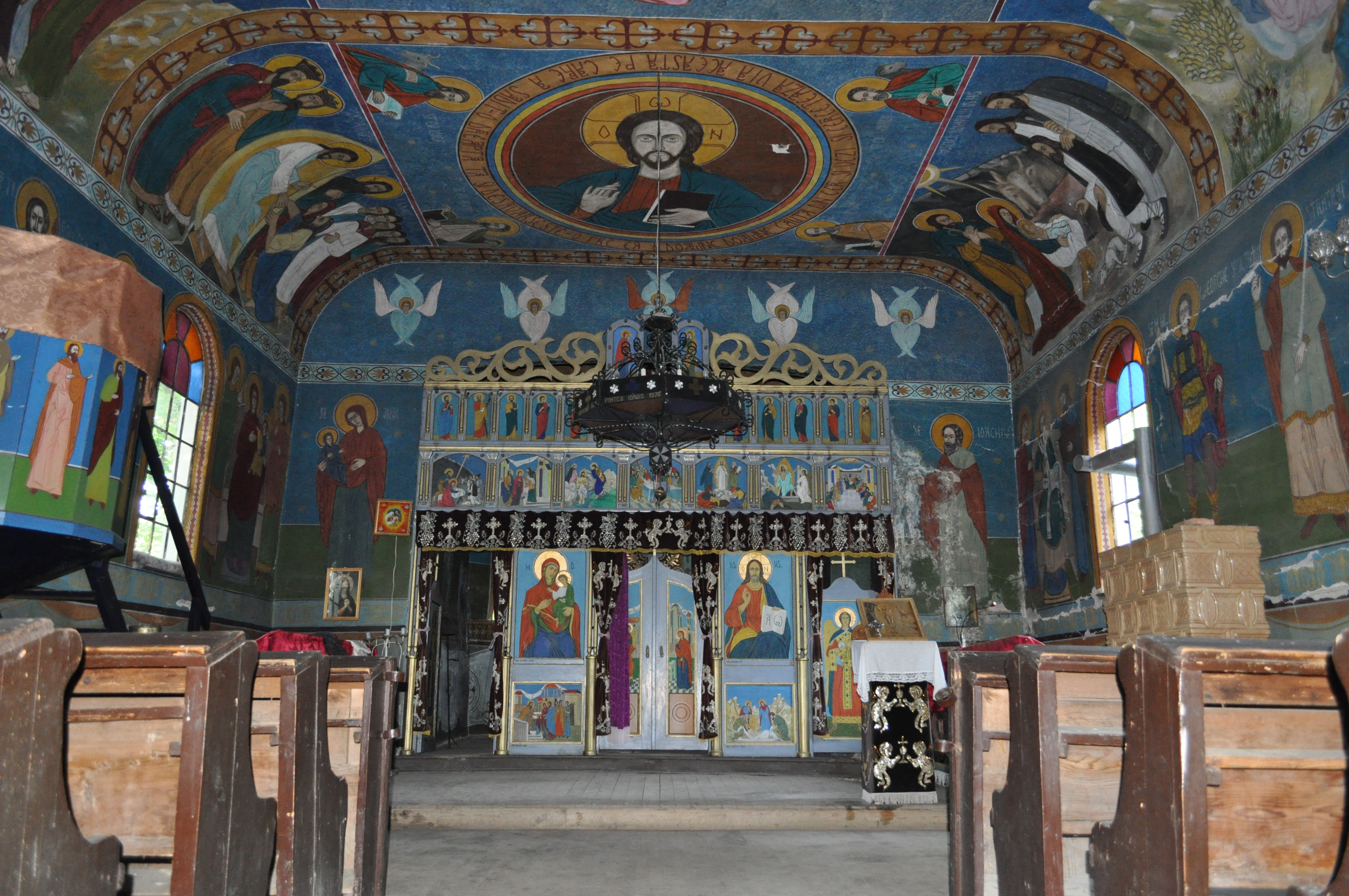
Nava spre iconostas

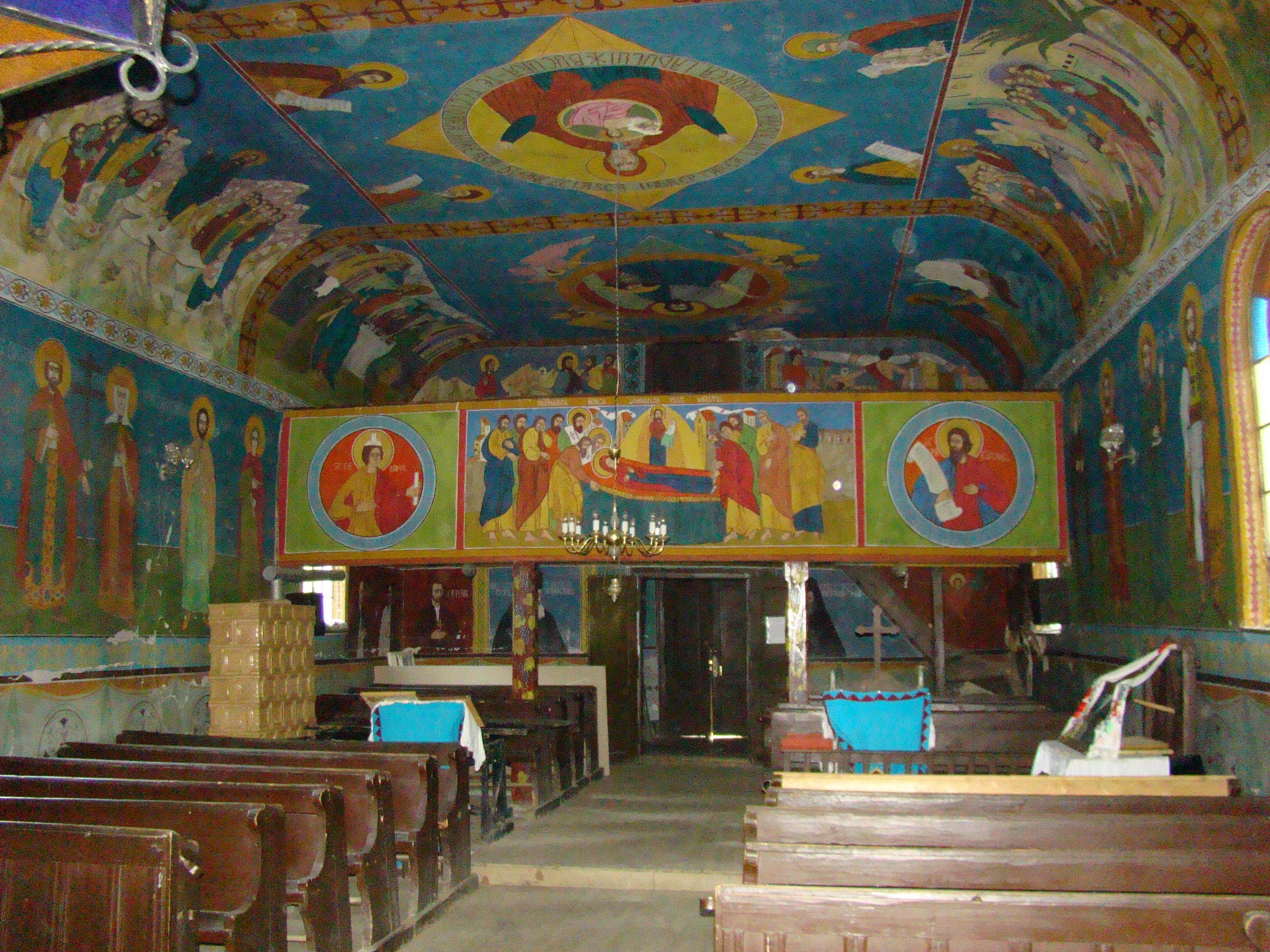
Nava spre ieșire

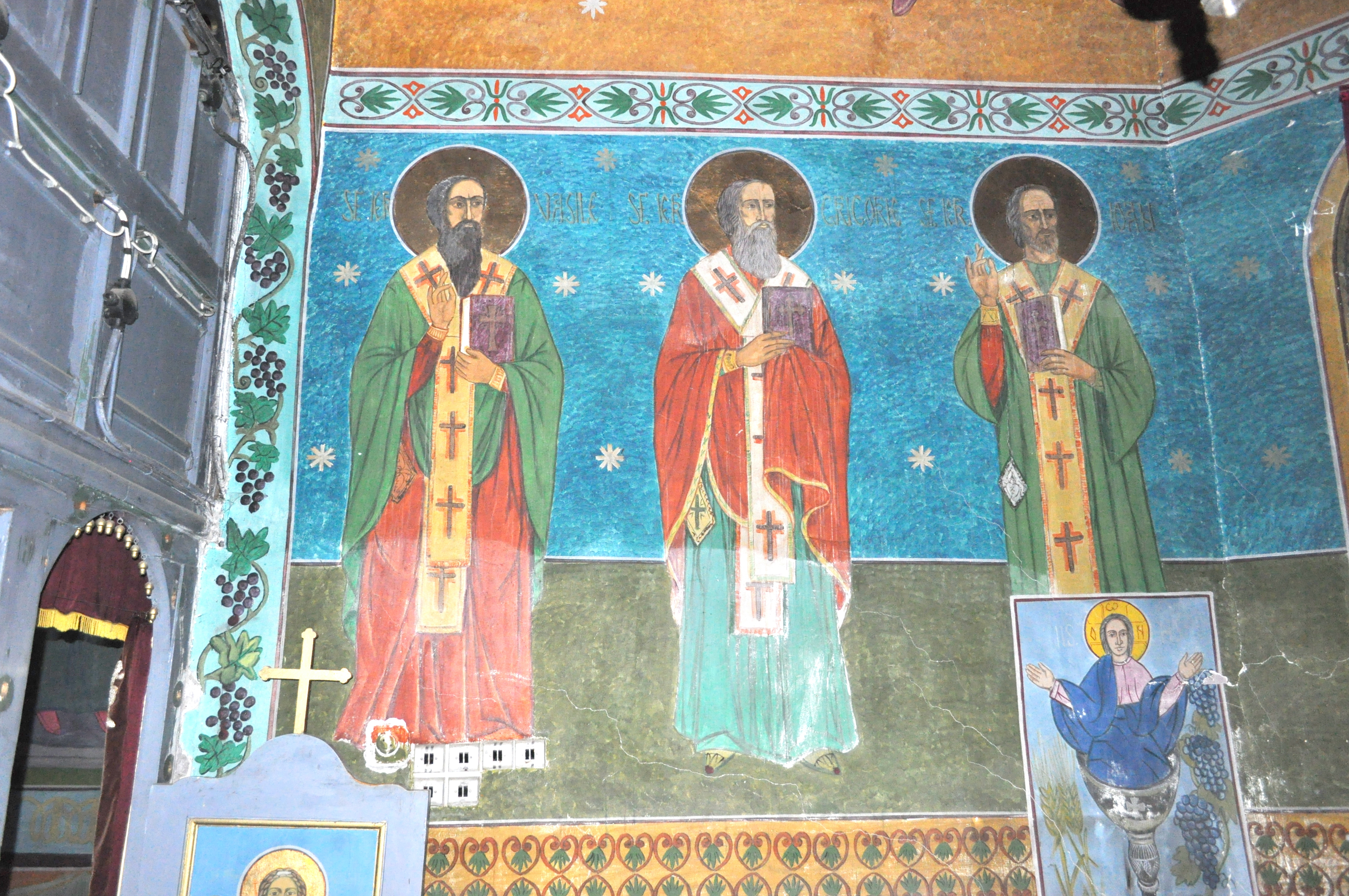
Altar: Sfinții Părinți

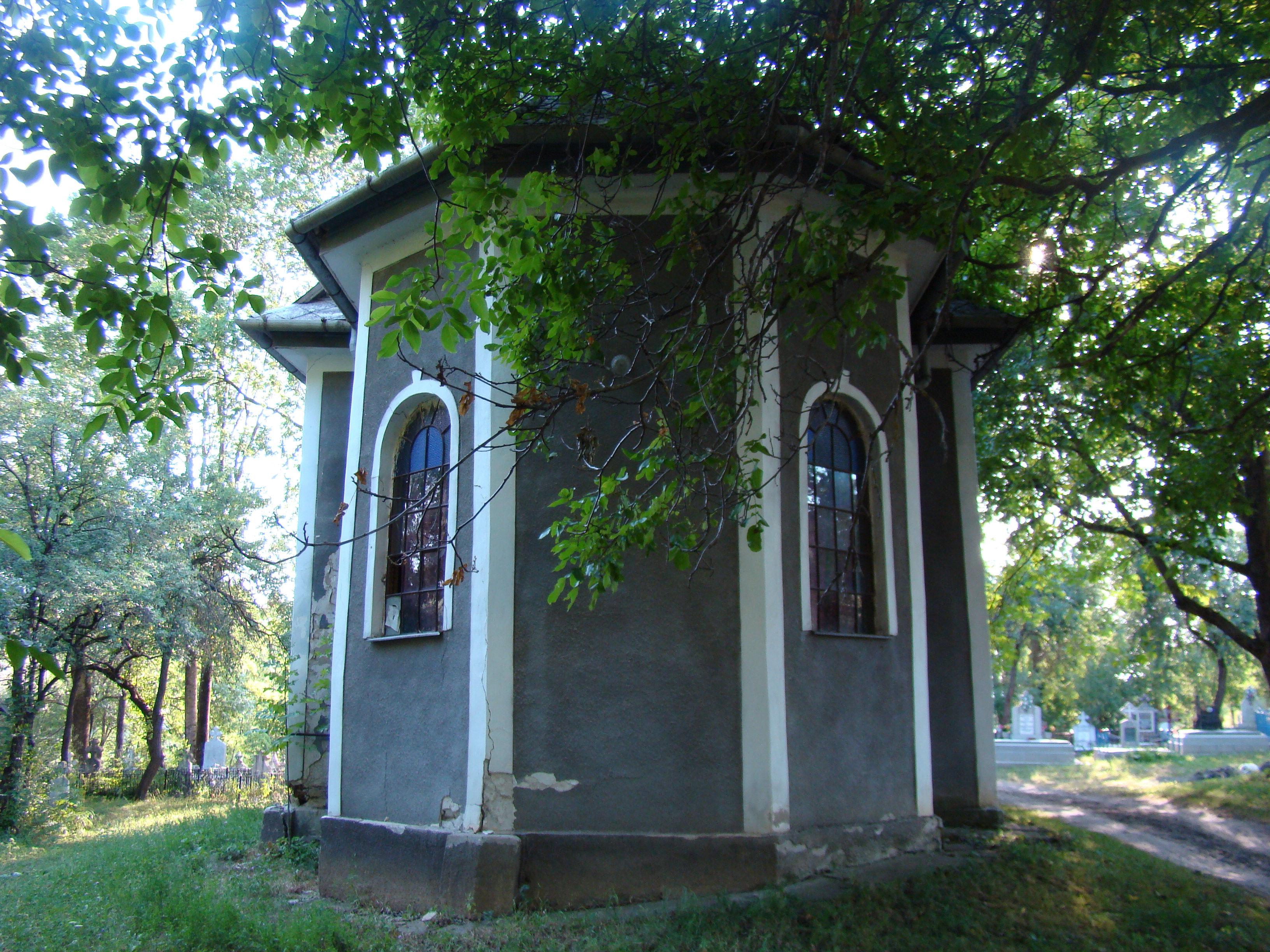
Absida altarului

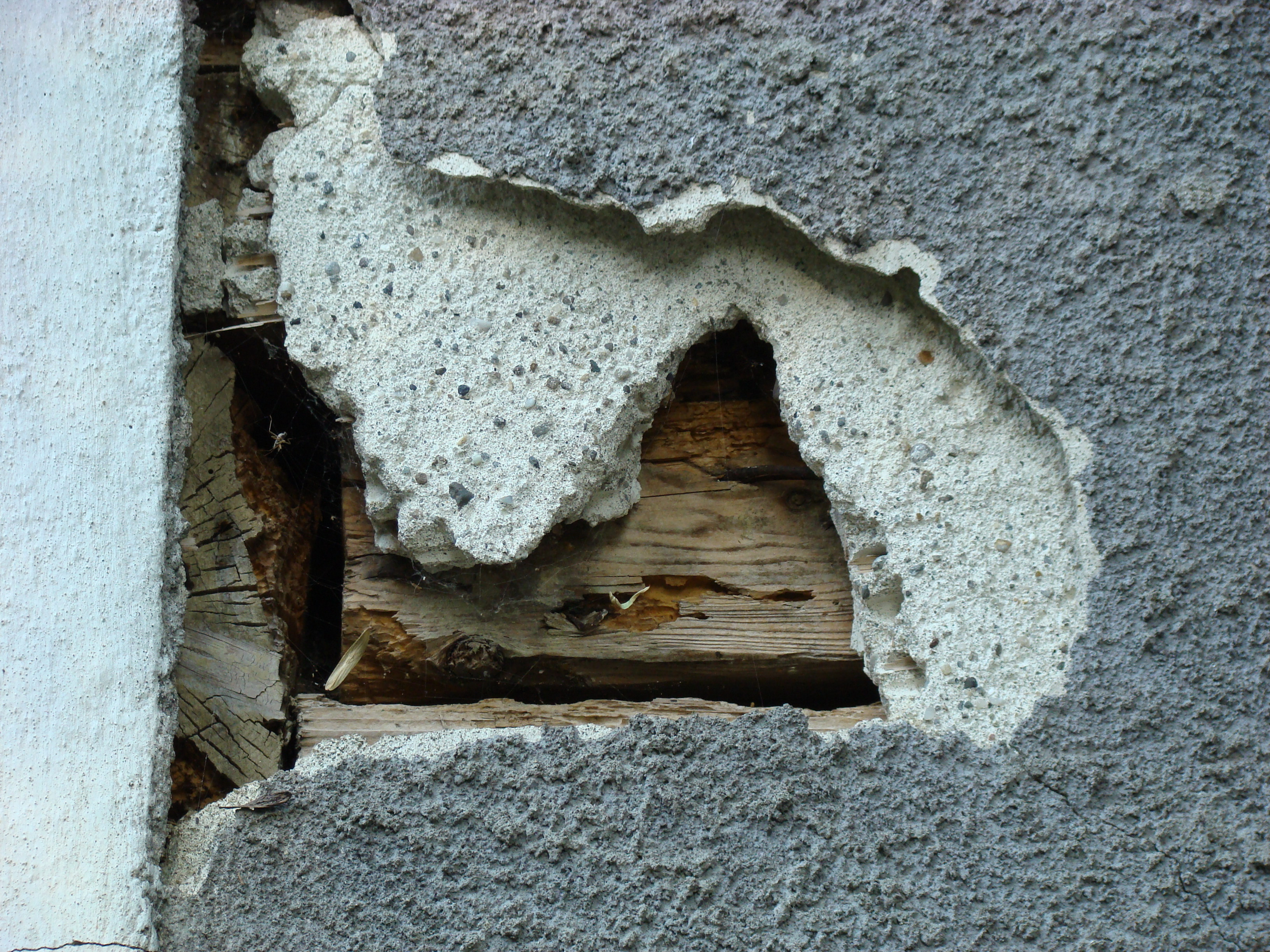
Lemn sub tencuială

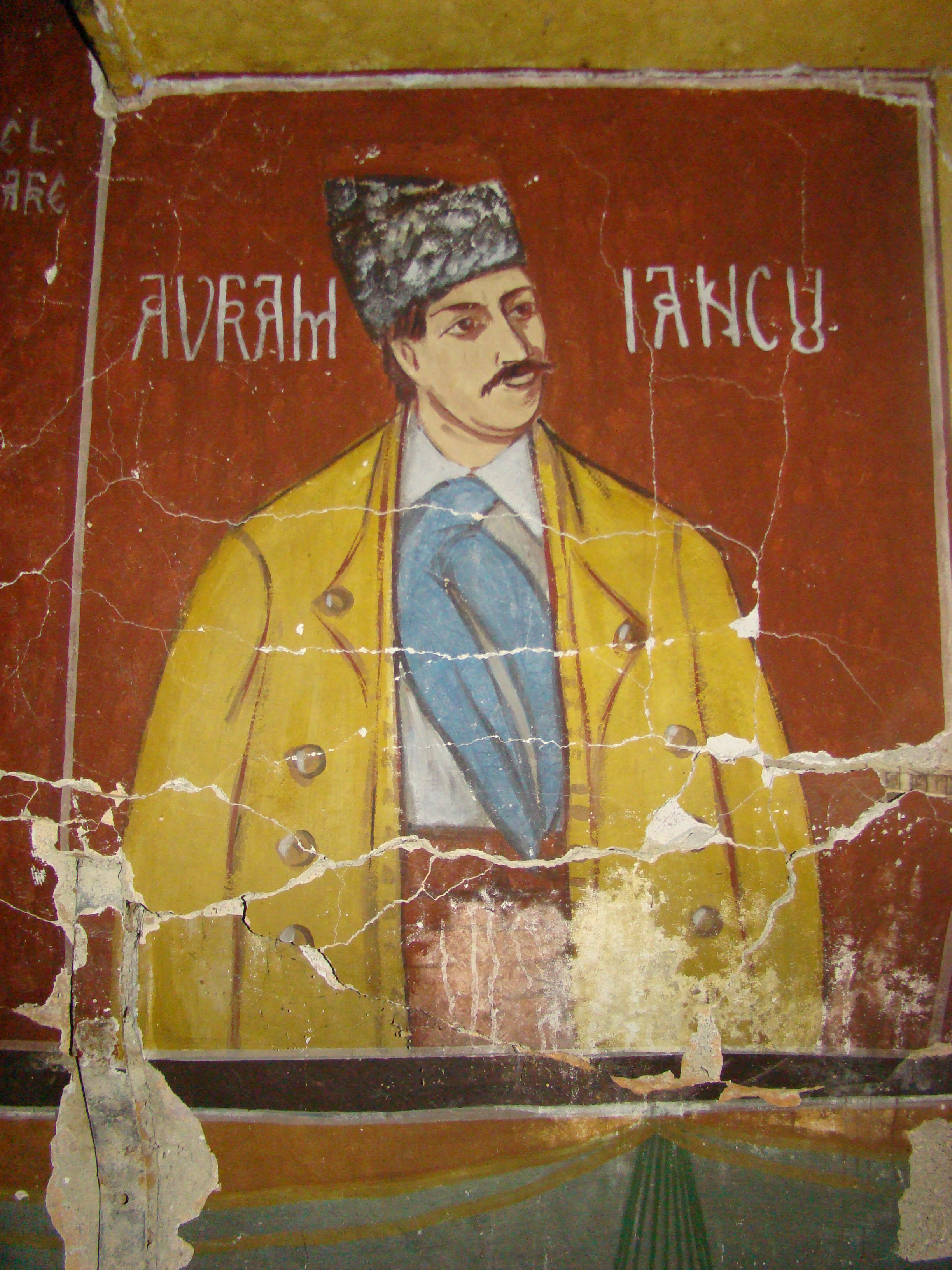
Avram Iancu pictat în pronaosul bisericii

Biserica de lemn din Orosfaia, comuna Milaș, județul Bistrița-Năsăud a fost construită în anul 1926. Are hramul „Sfinții Arhangheli Mihail și Gavriil”.

## Istoric și trăsături
Orosfaia este un sat românesc, așezat la marginea câmpiei, cu case răzlețe din pământ, bârne și cărămidă. Satul este amintit pentru prima dată în anul 1335.
Se amintește de o biserică de lemn mai veche, care ar fi fost construită prin anul 1700 în dealul cimitirului și care a dăinuit până în anul 1912, când a fost dărâmată de o furtună puternică. Între anii 1912-1926 serviciile religioase se săvârșeau într-o casă, iar între anii 1926-1927 se ridică un nou lăcaș de rugăciune.
Stilul bisericii este bizantin; se remarcă prin dimensiunile foarte mari pentru o biserică de lemn. Este tencuită atât în interior, cât și exterior. Noua biserică a fost binecuvântată la 21 noiembrie 1927 de dr. Iuliu Florian, Canonic Mitropolitan și a fost sfințită în ziua de 6 iunie 1936, sâmbăta, de către dr. Iuliu Hossu, episcopul greco-catolic al Clujului și Gherlei. La slujba sfințirii au luat parte 20 de preoți, printre care amintim pe preotul Aron Ignat din Ocnița, preotul Ioan Morariu din Pintic, preotul Emil Stanislav din Șopteriu, preotul Gavril Covăsan din Sfântu, preotul Teofil Hossu din Milaș, preotul Dionisiu Decei - protopop districtual. Între anii 1978-1982, biserica este reparată și pictată din nou, fiind resfințită în ziua de duminică, 29 mai 1983, de către episcopul ortodox P.S.S Iustinian Chira Maramureșanul, înconjurat de un numeros sobor de preoți.
De atunci, însă, biserica s-a degradat în timp, treptat, astfel că în anul 2005 s-a luat hotărârea de a se construi o nouă biserică, de această dată, în centrul satului.

## Imagini din exterior

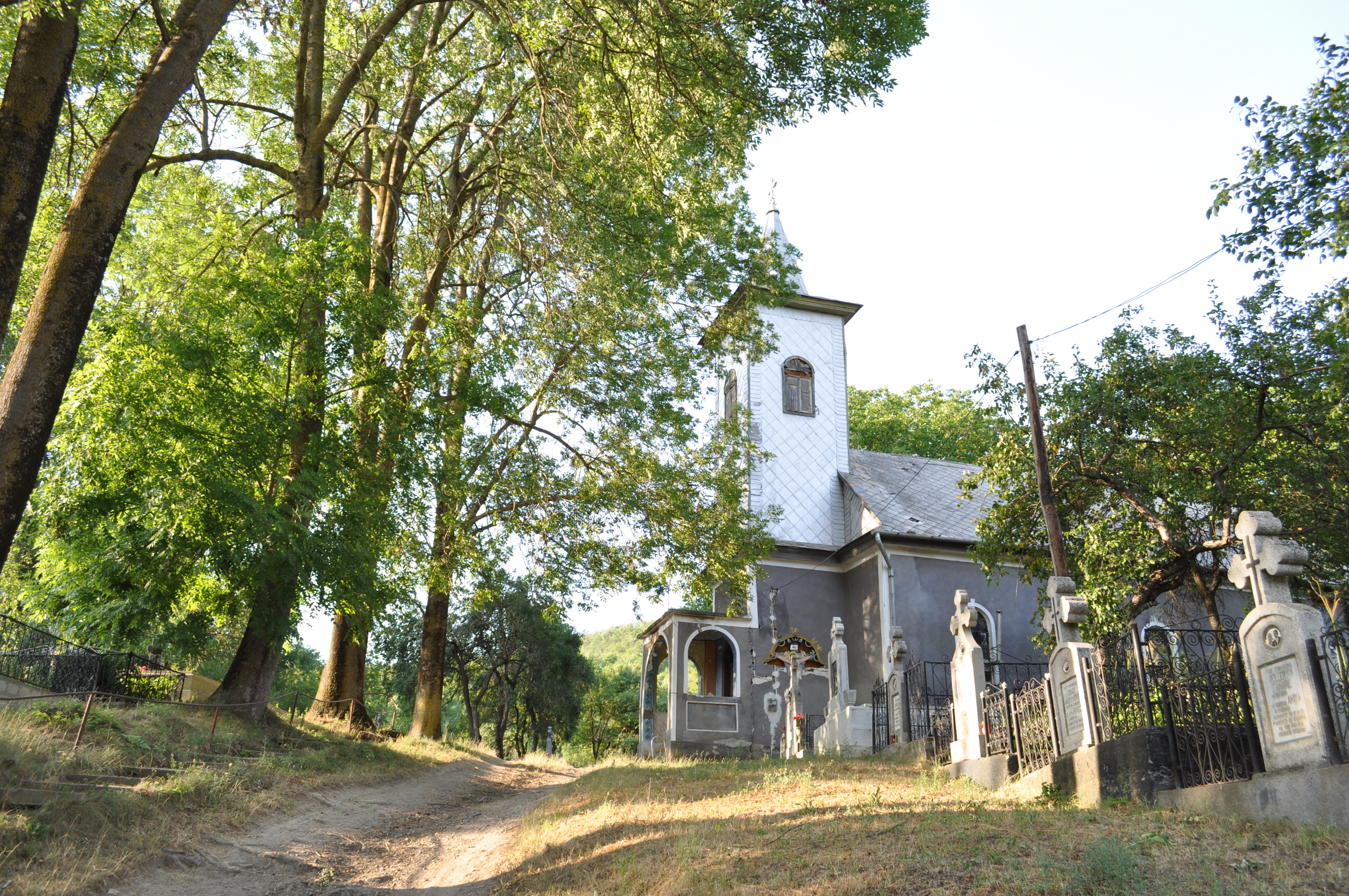
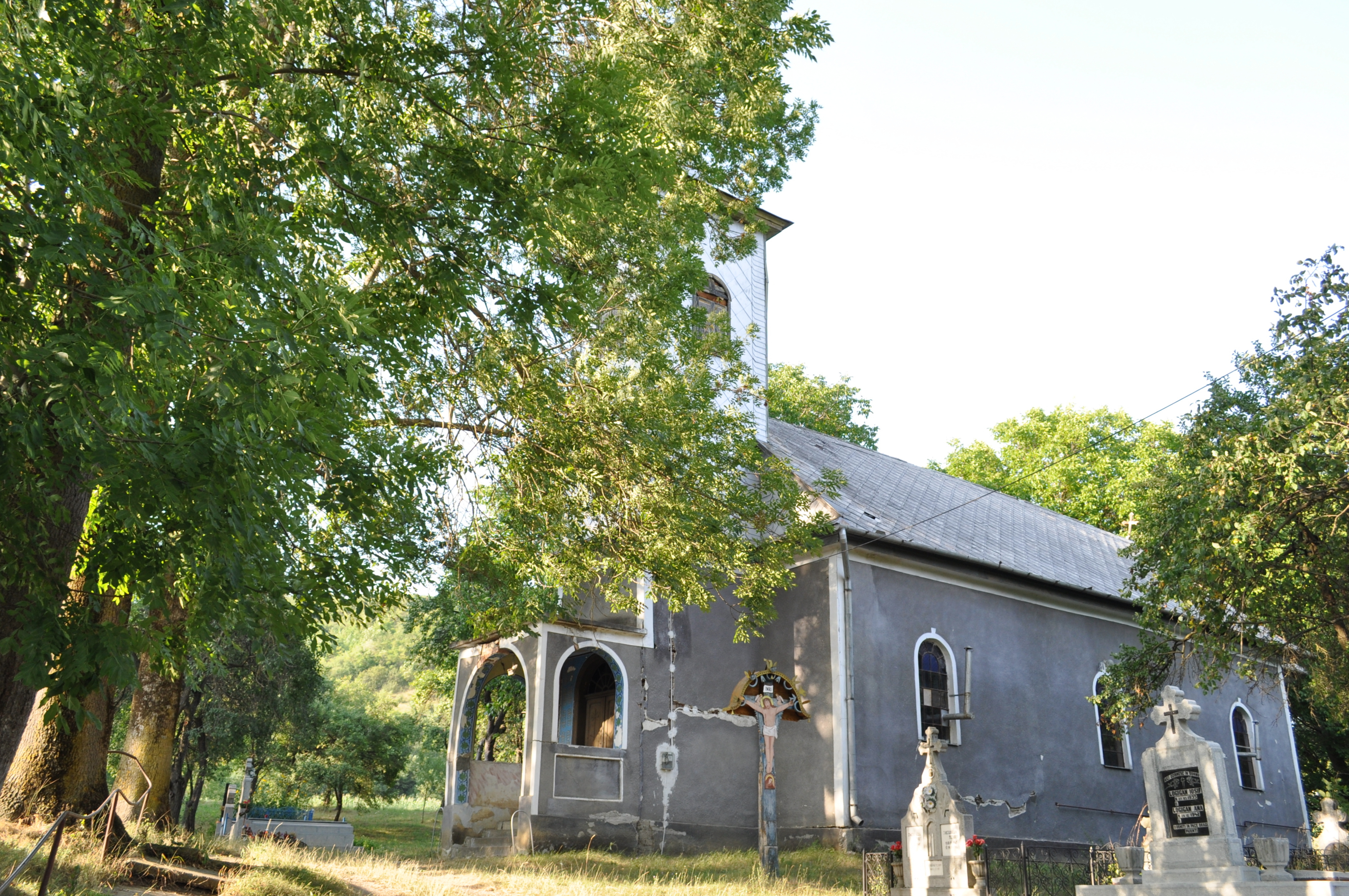
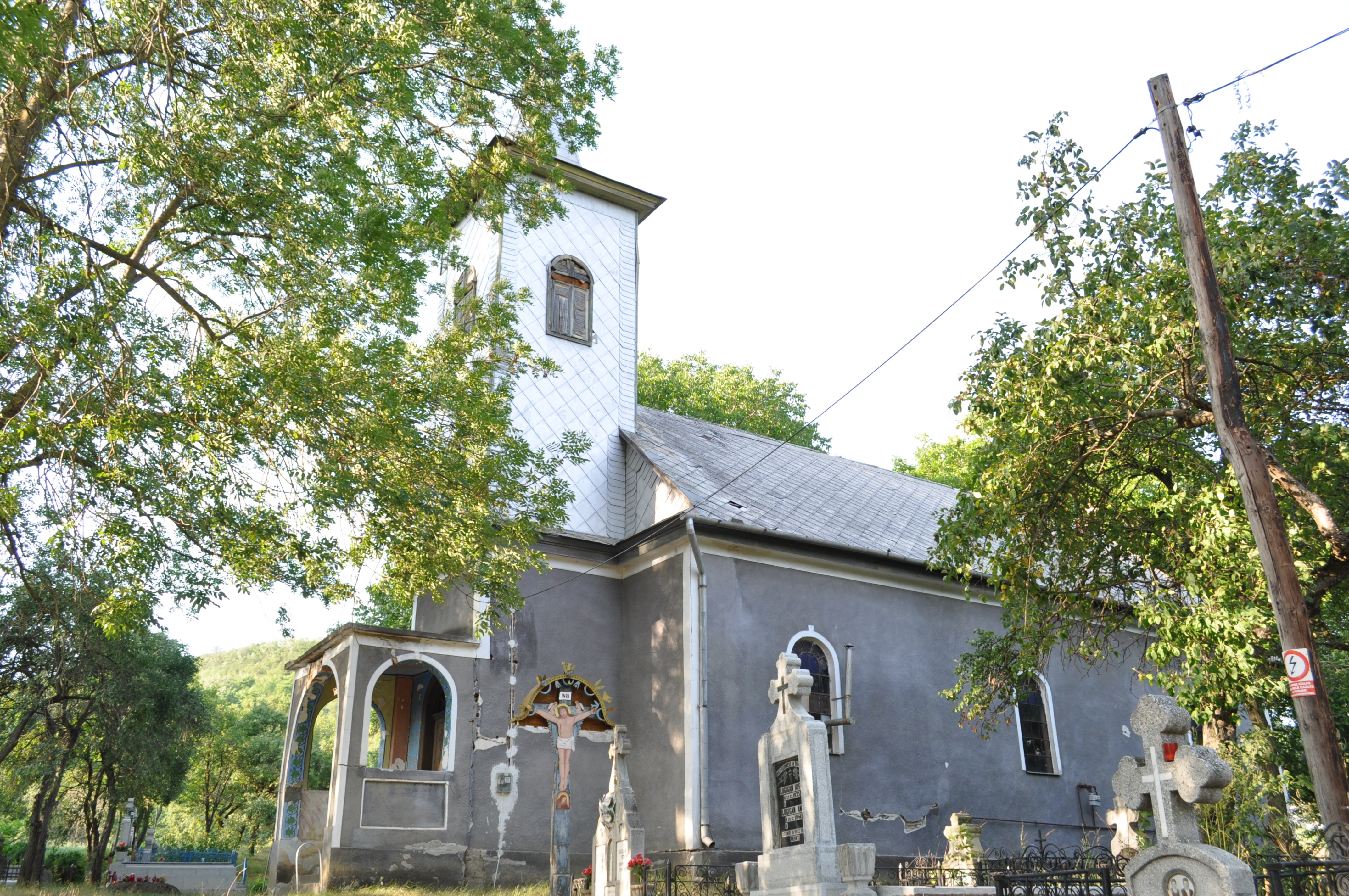
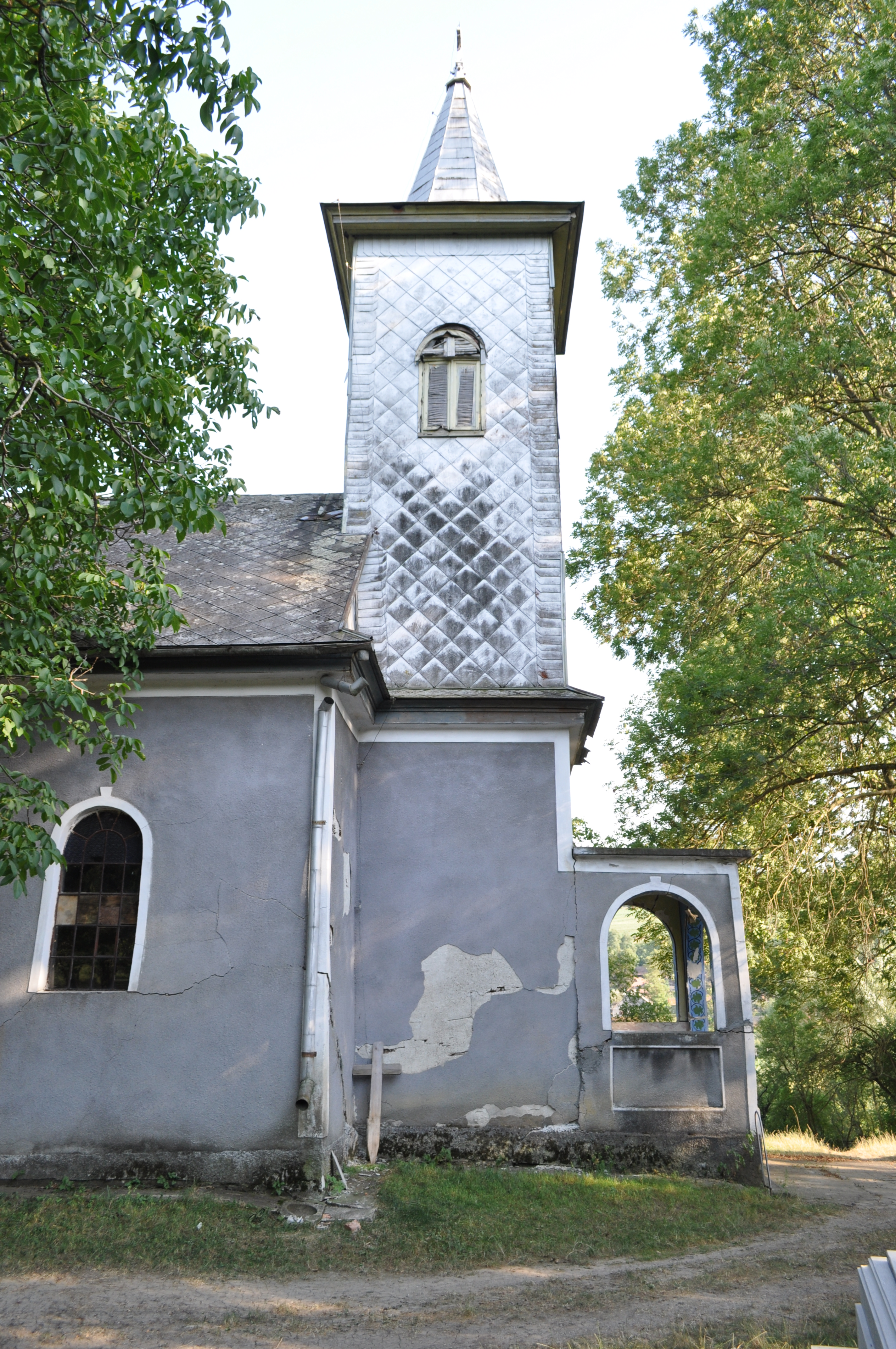
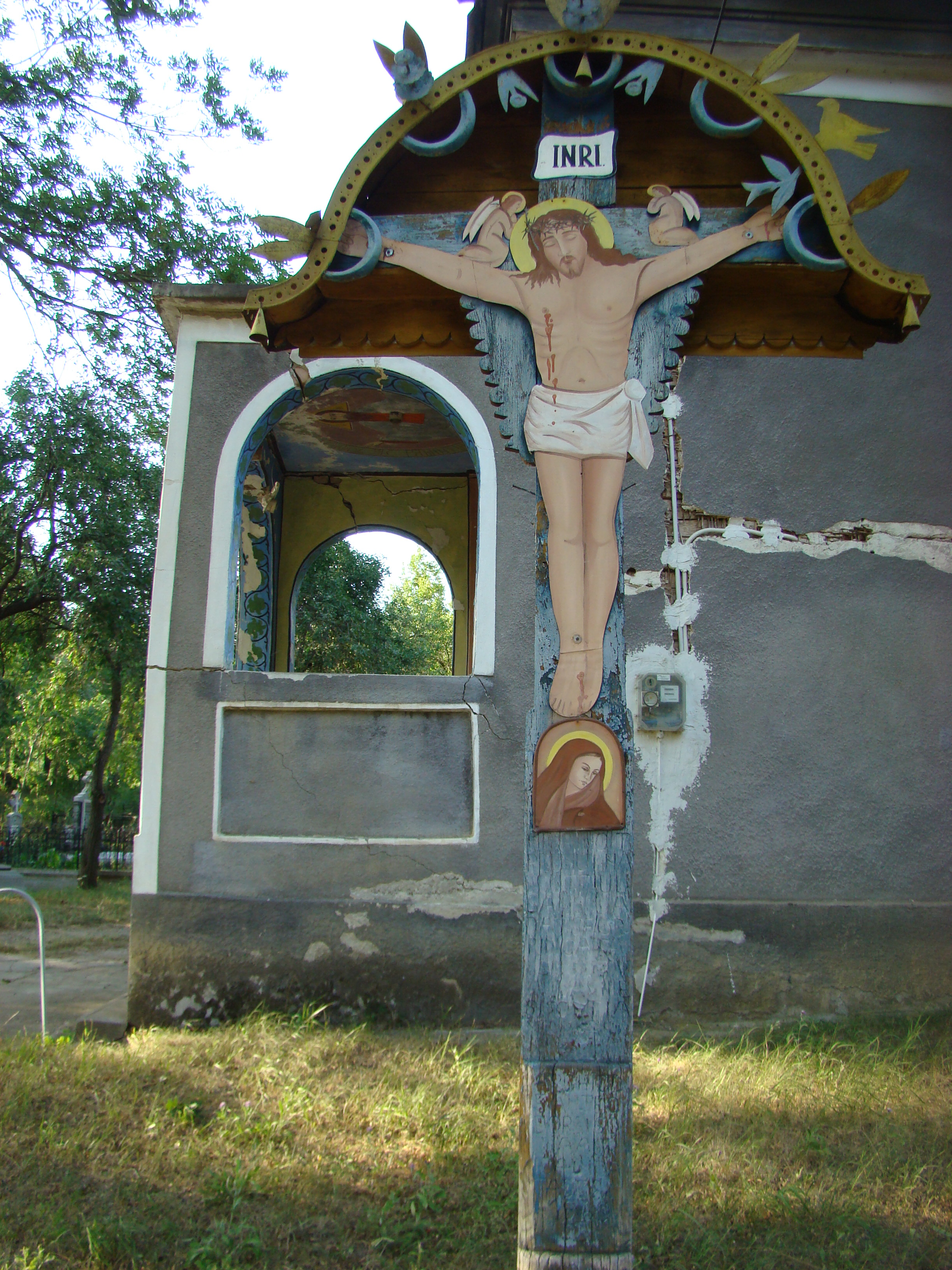
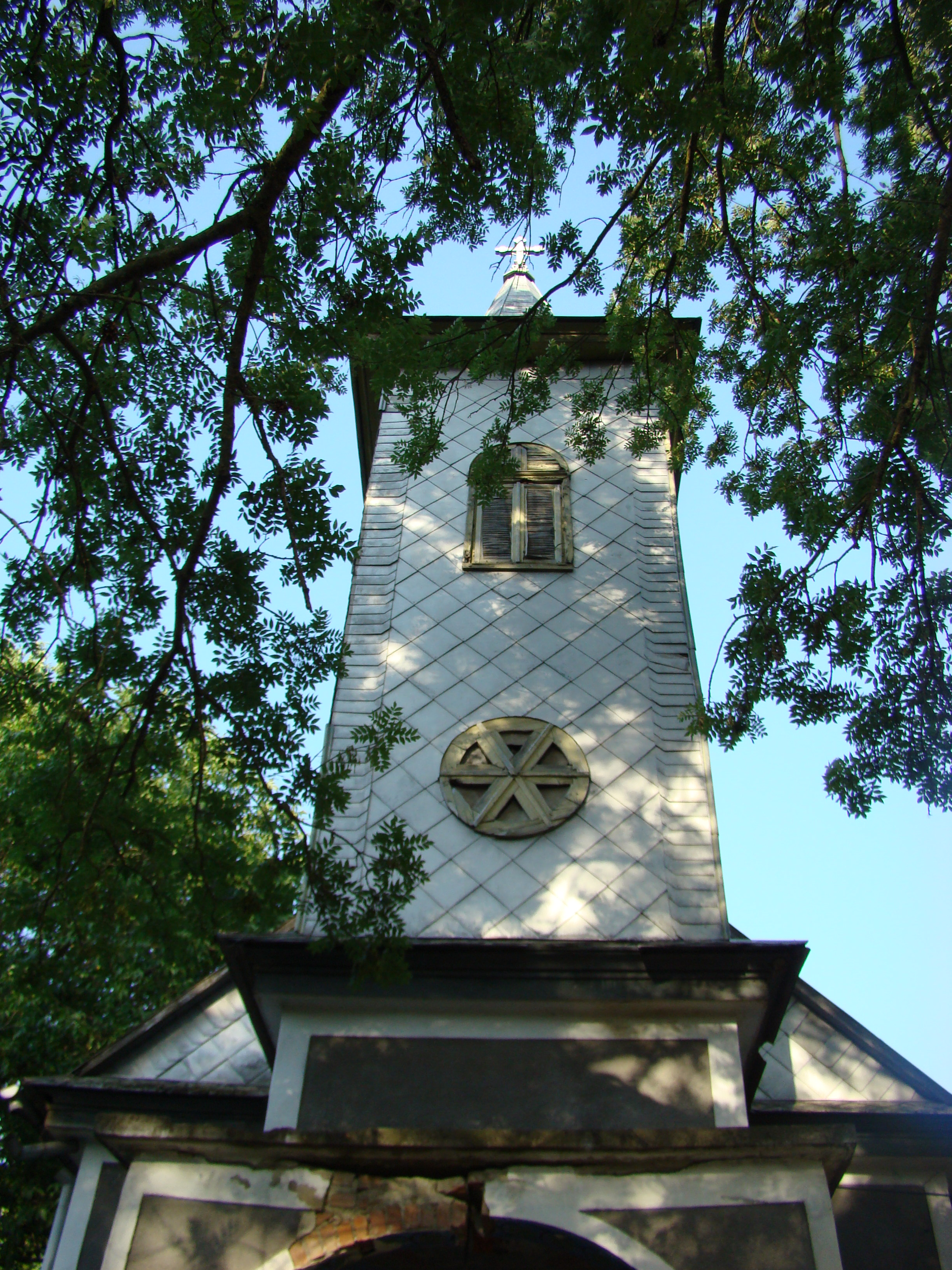
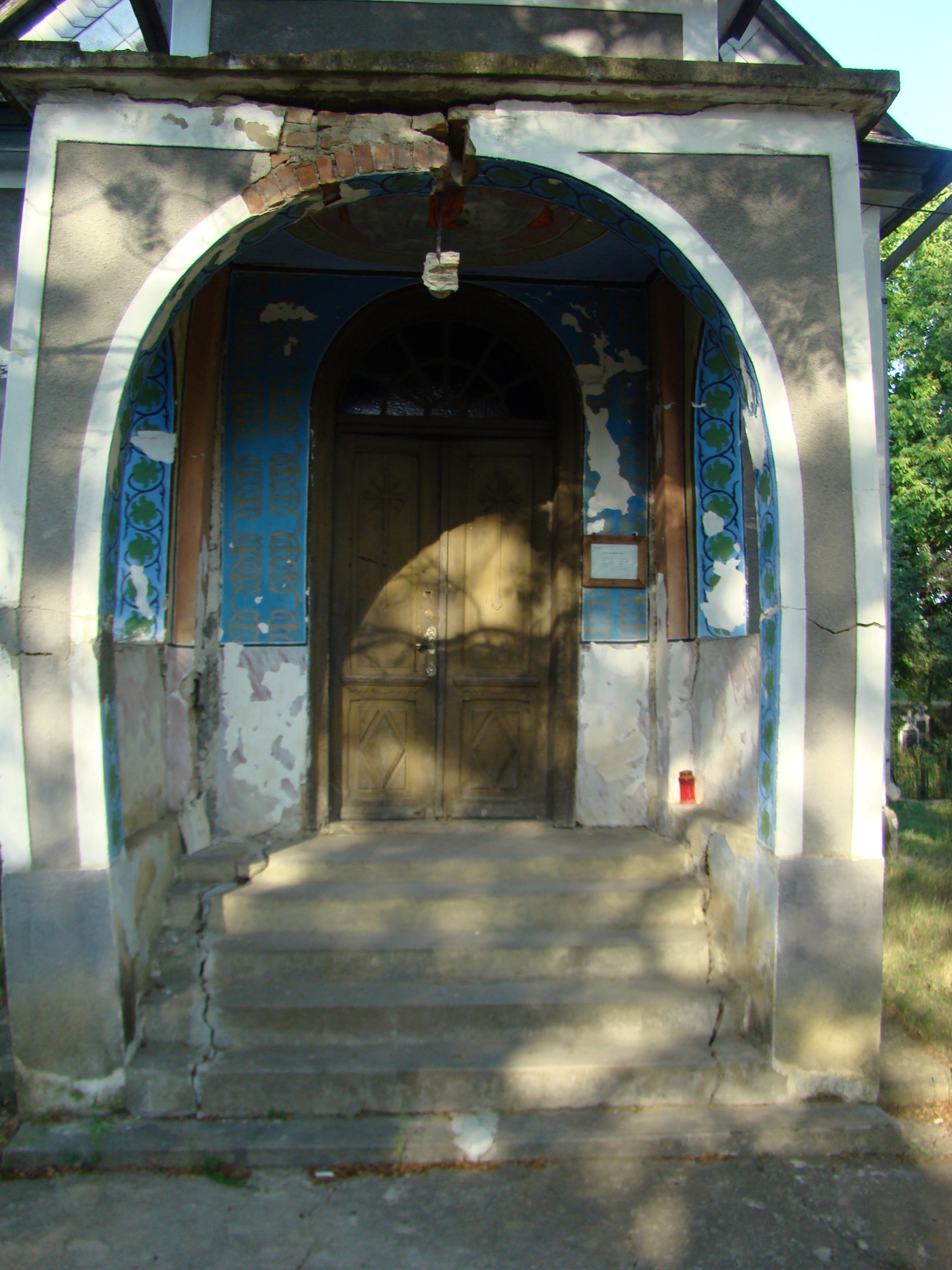
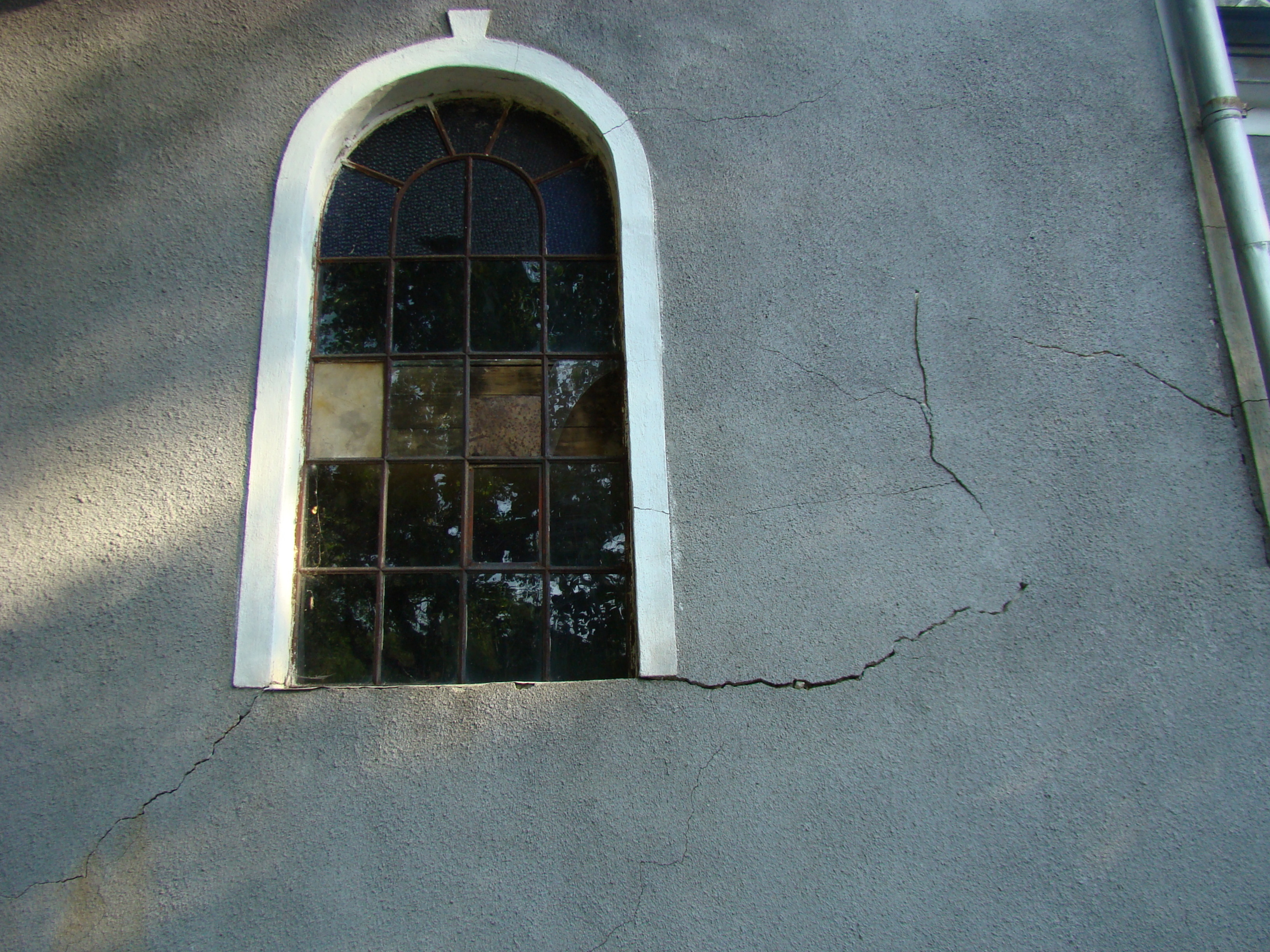
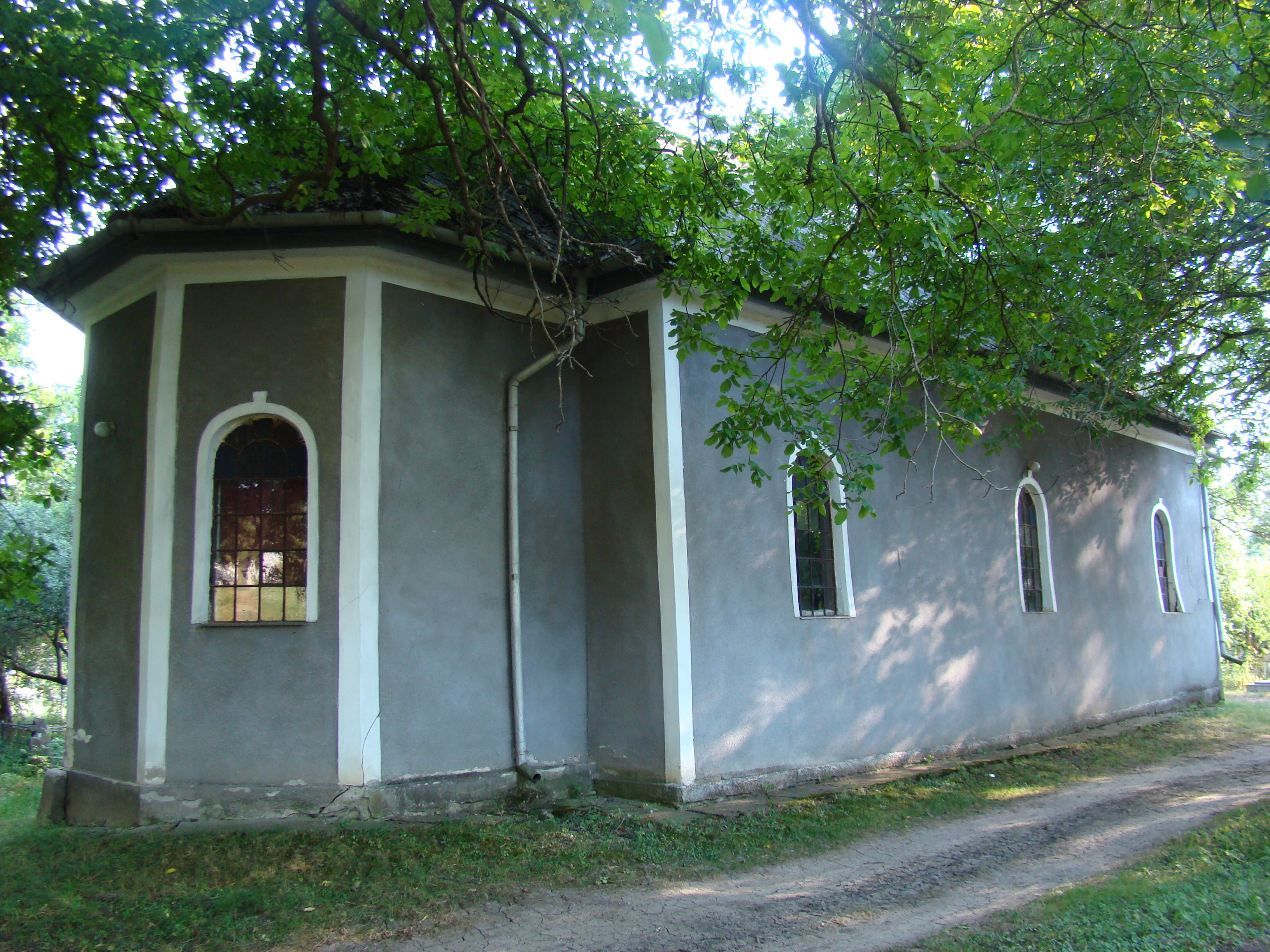
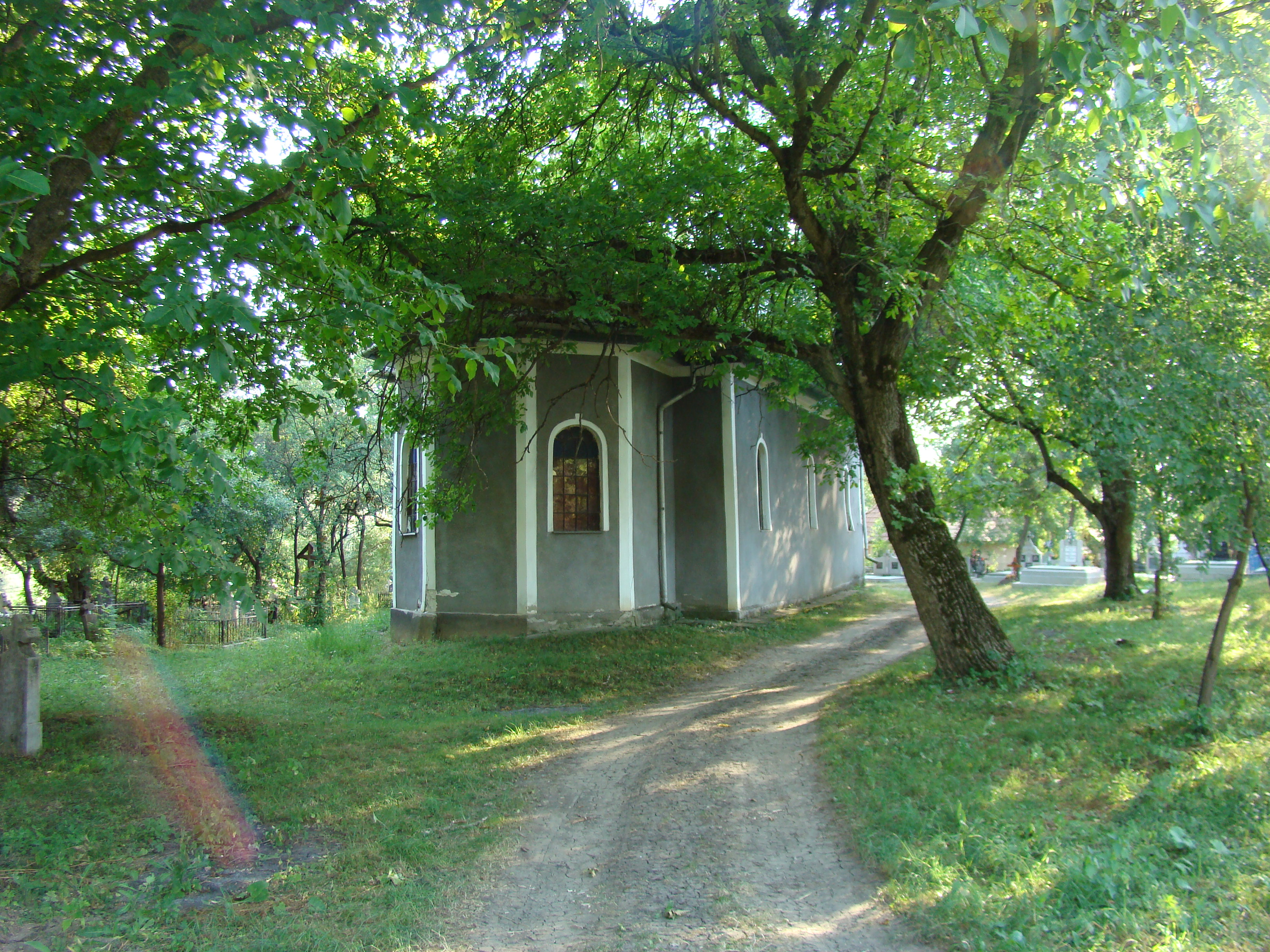
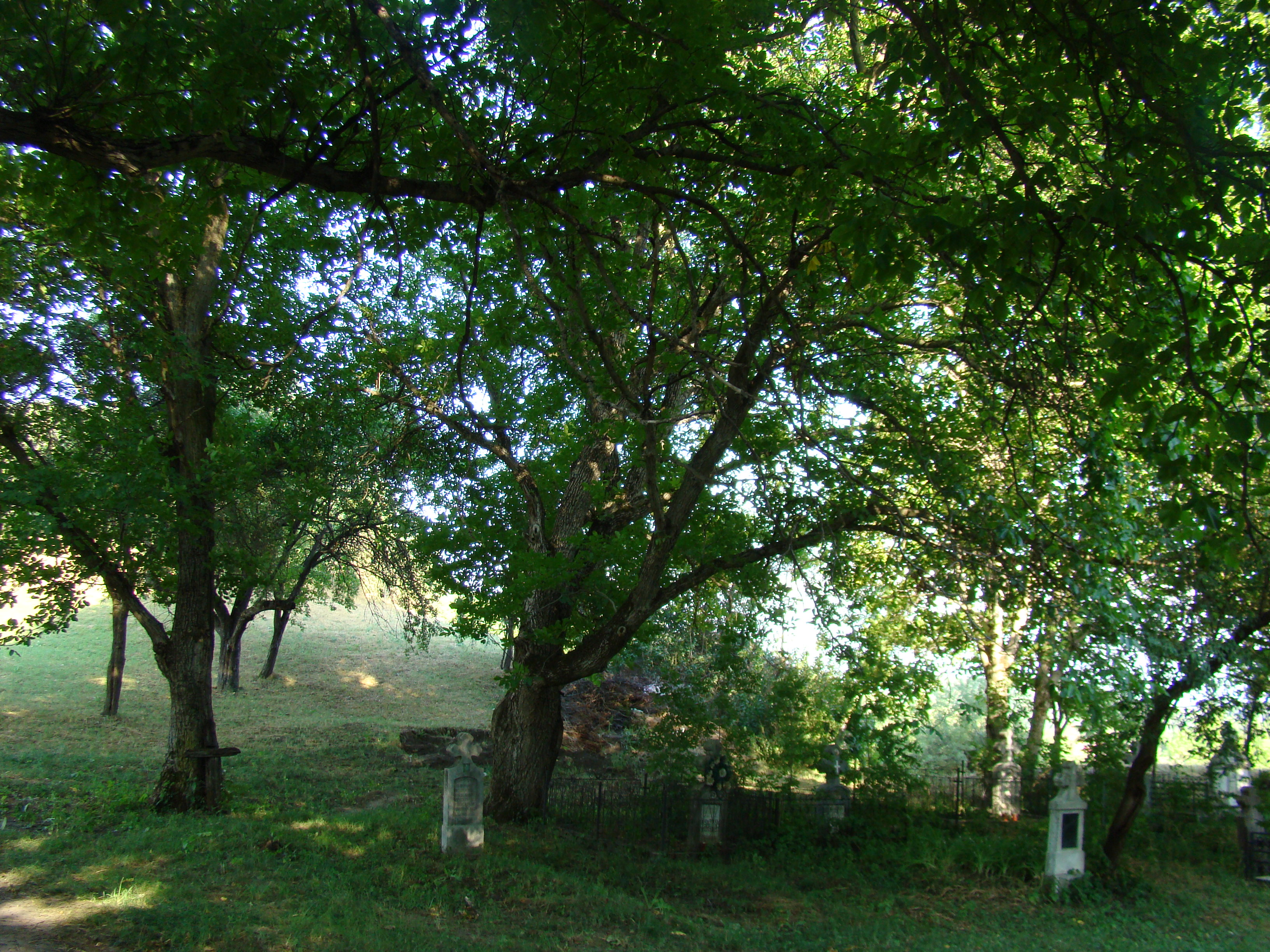
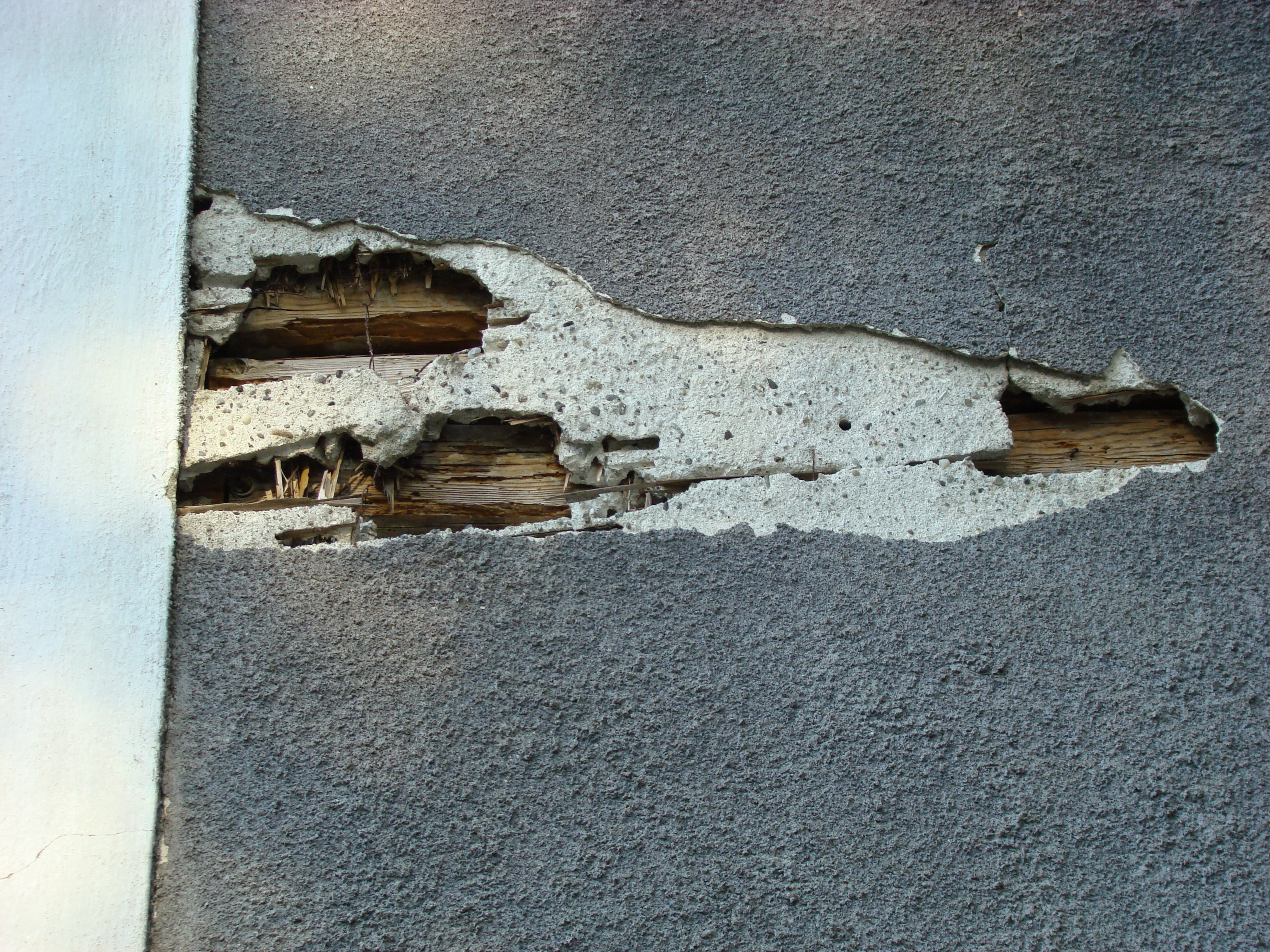
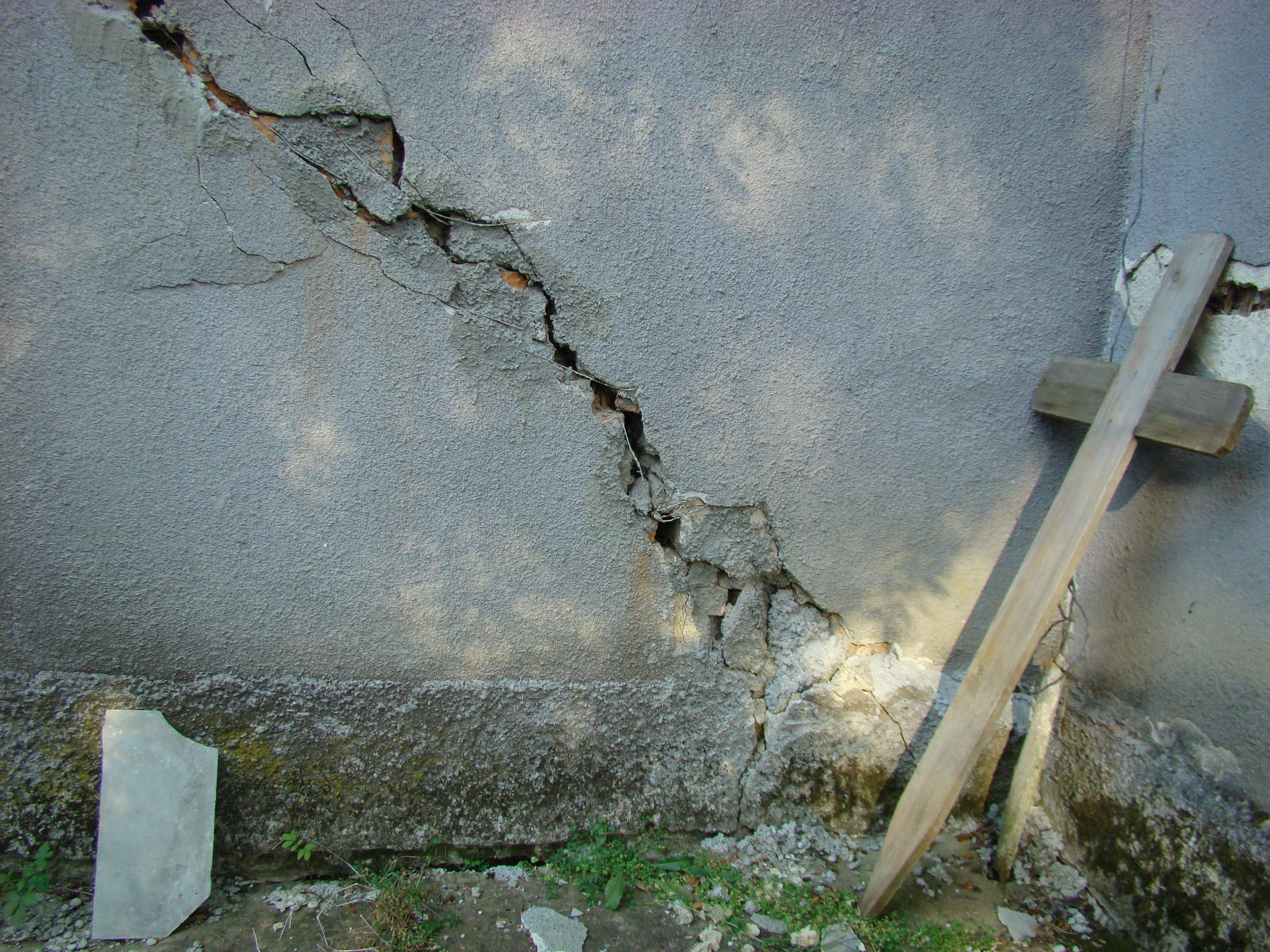

## Imagini din interior

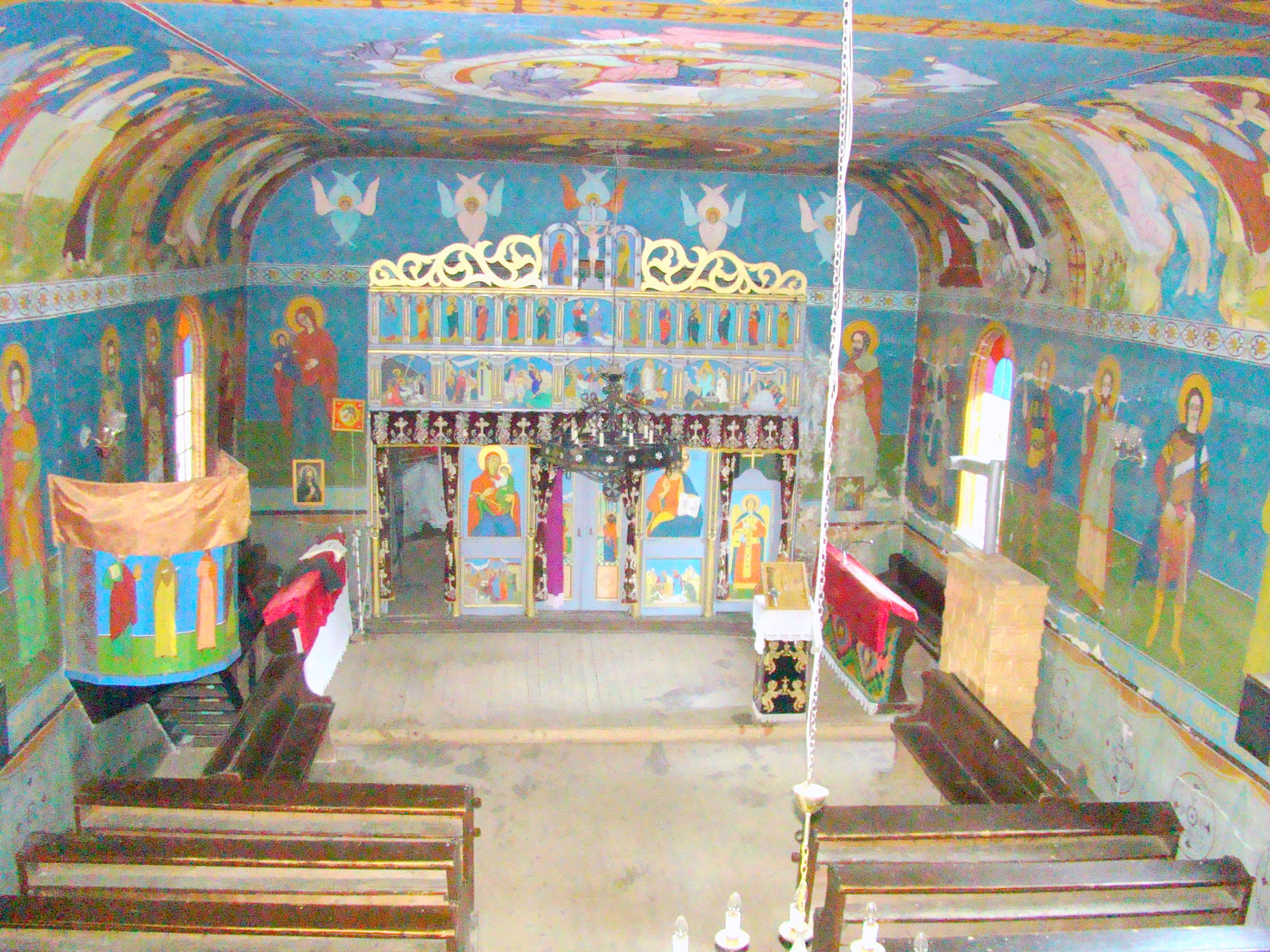
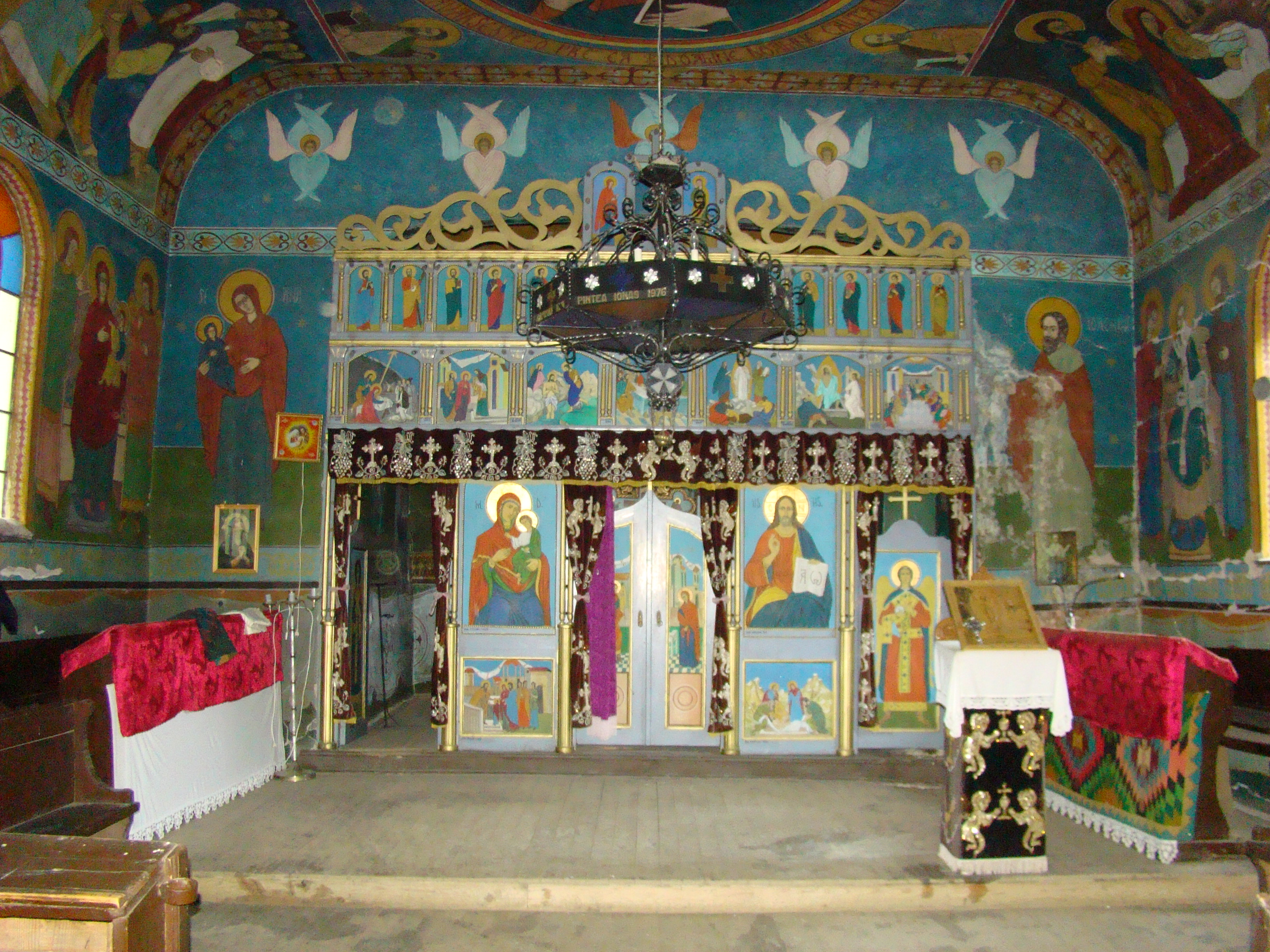
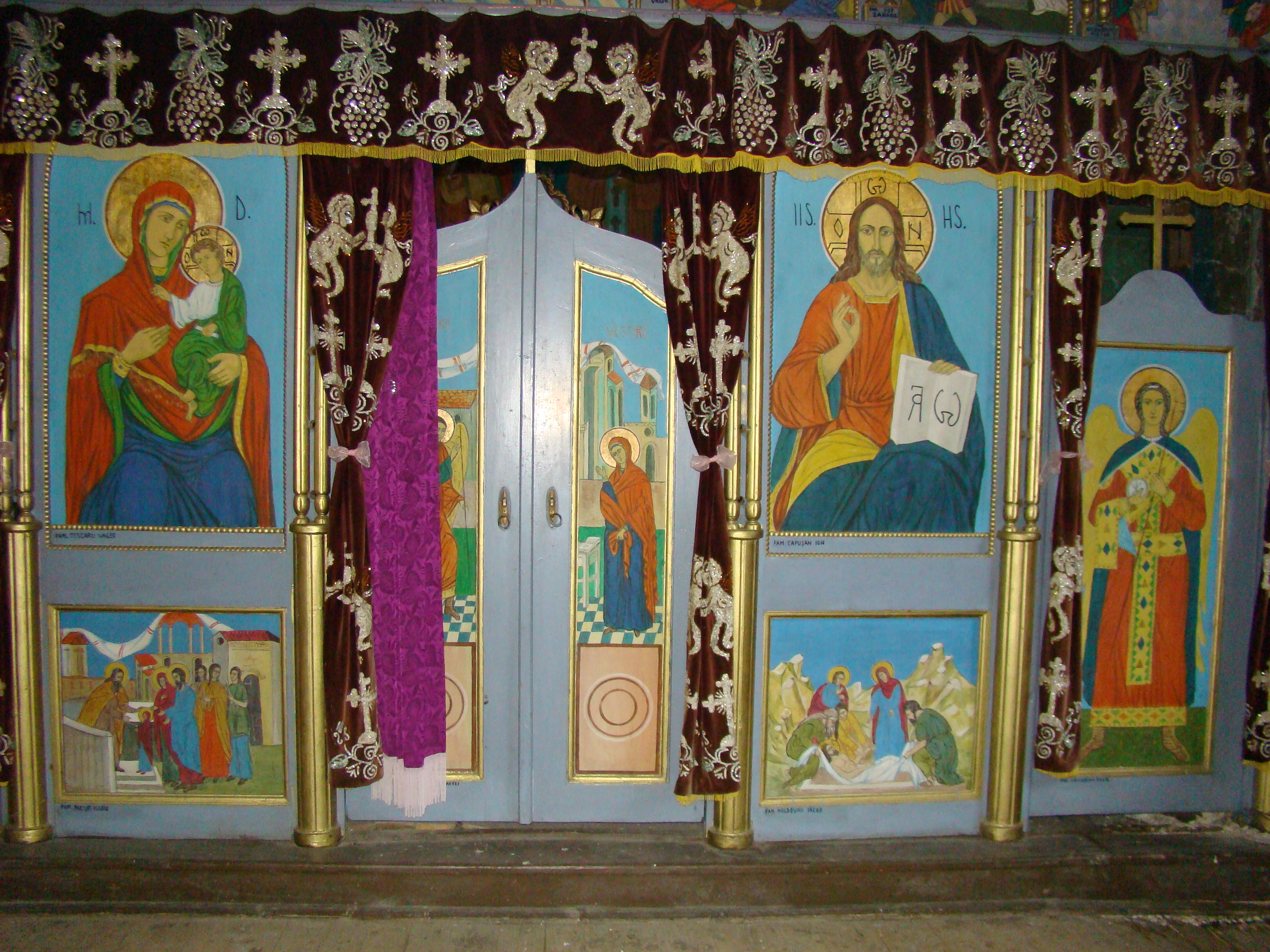
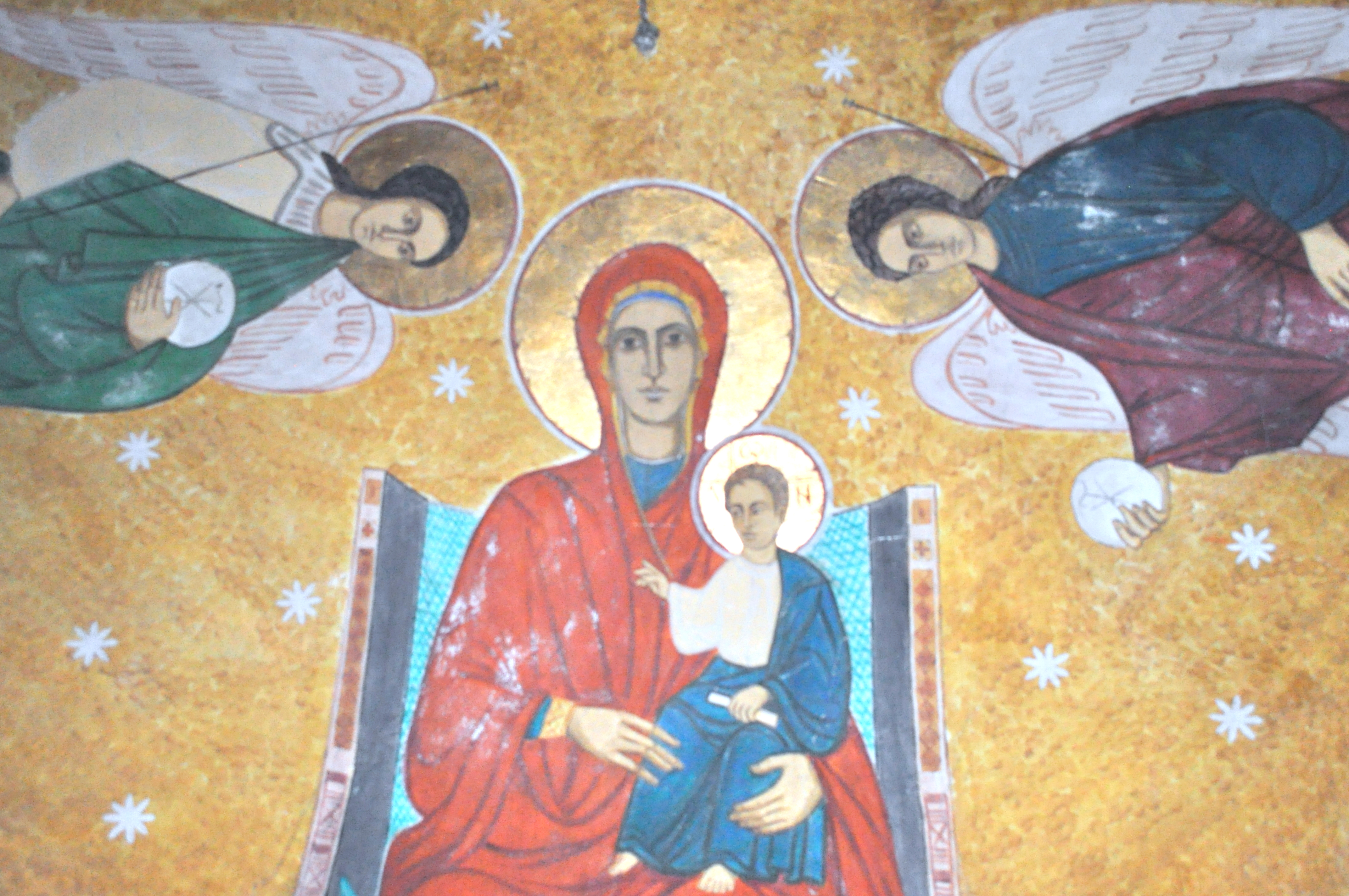
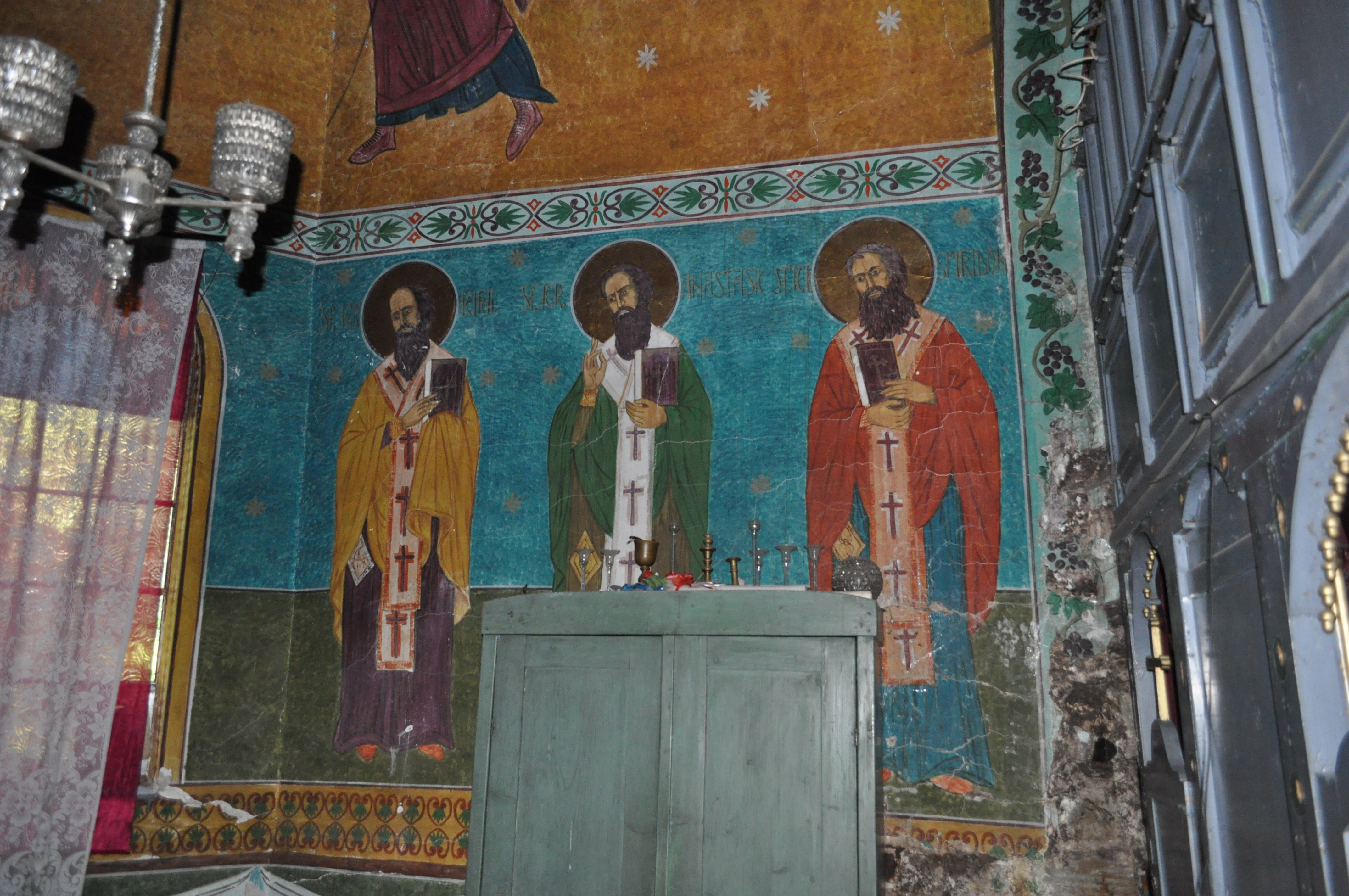
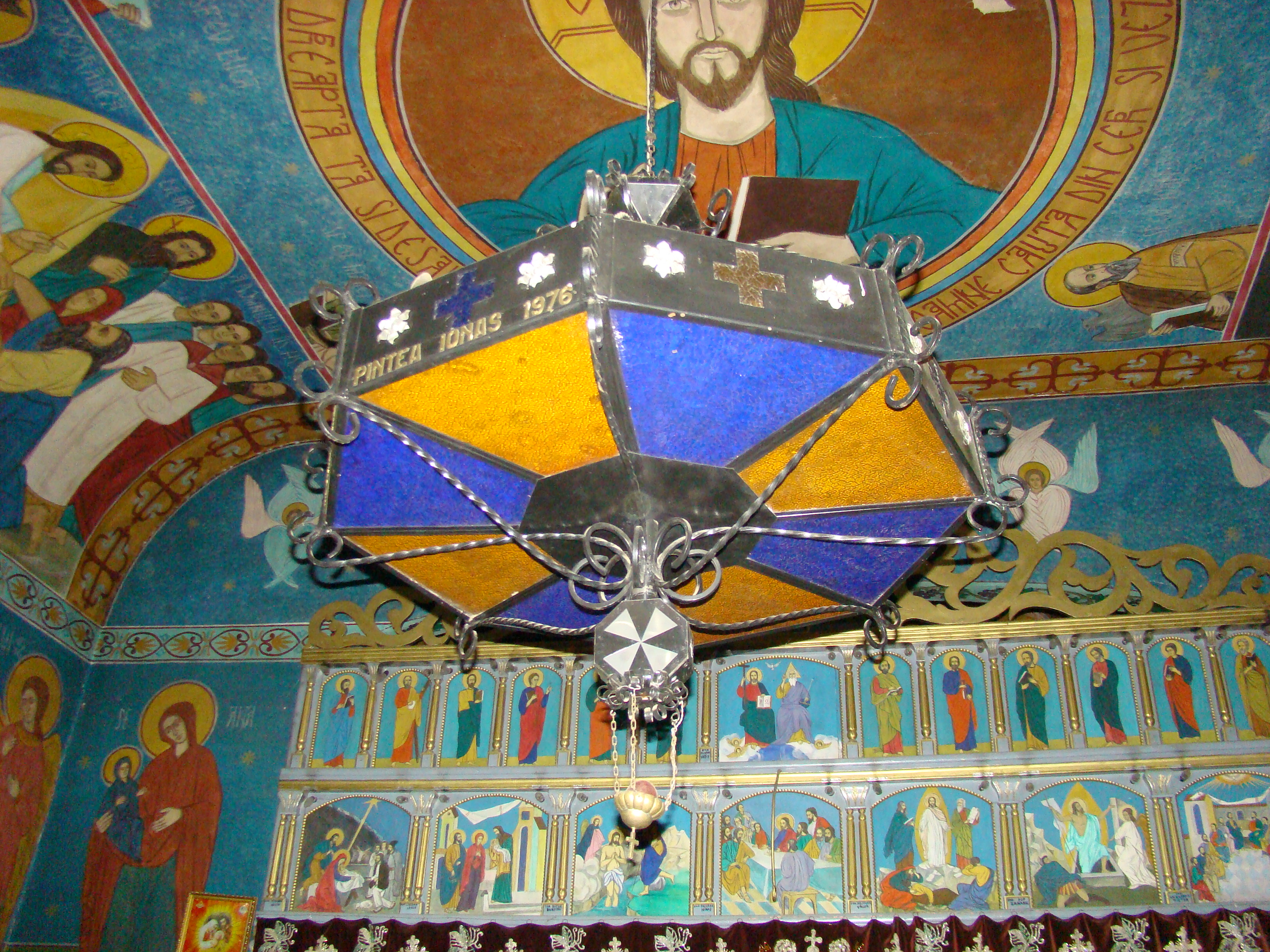
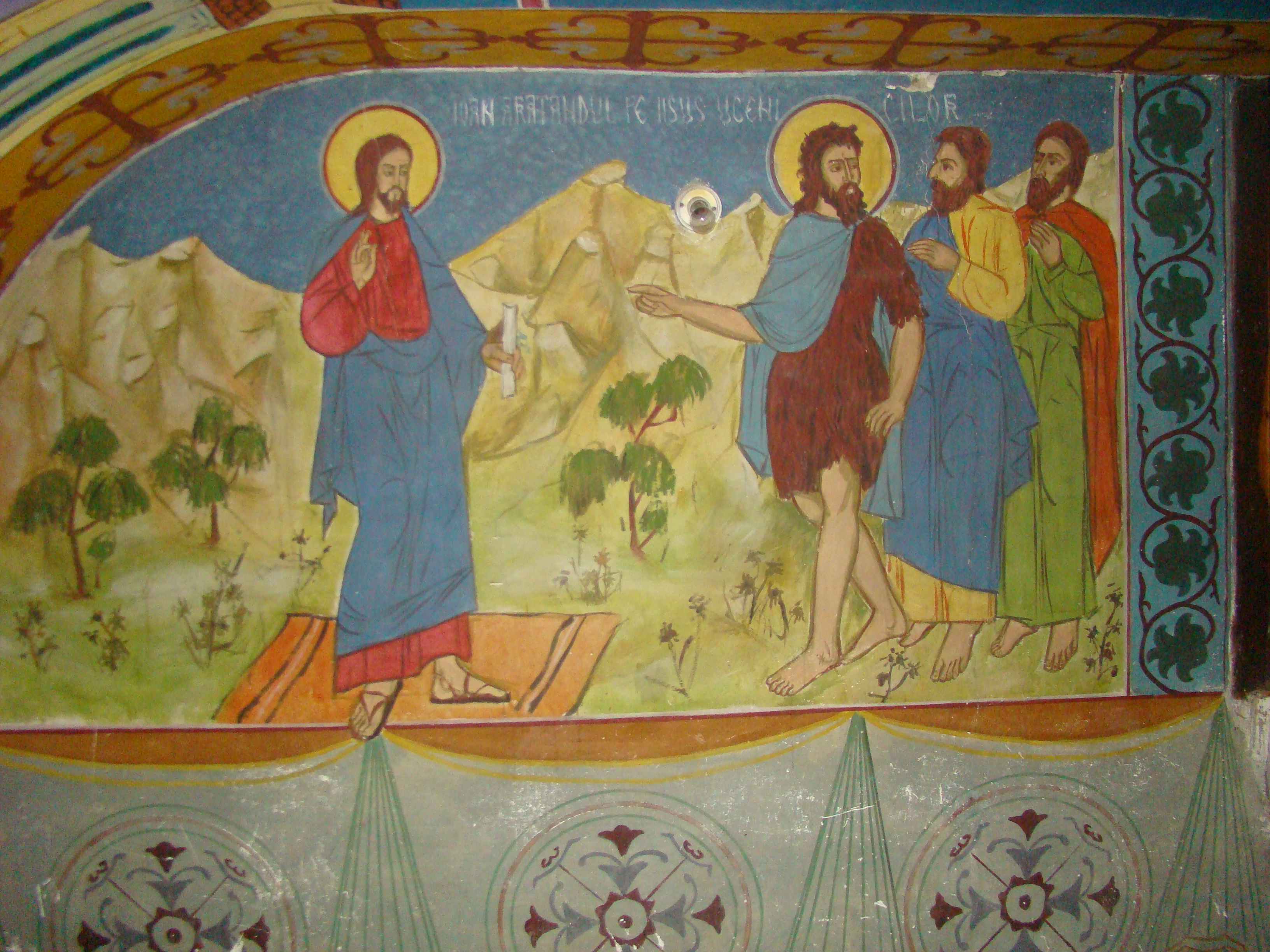
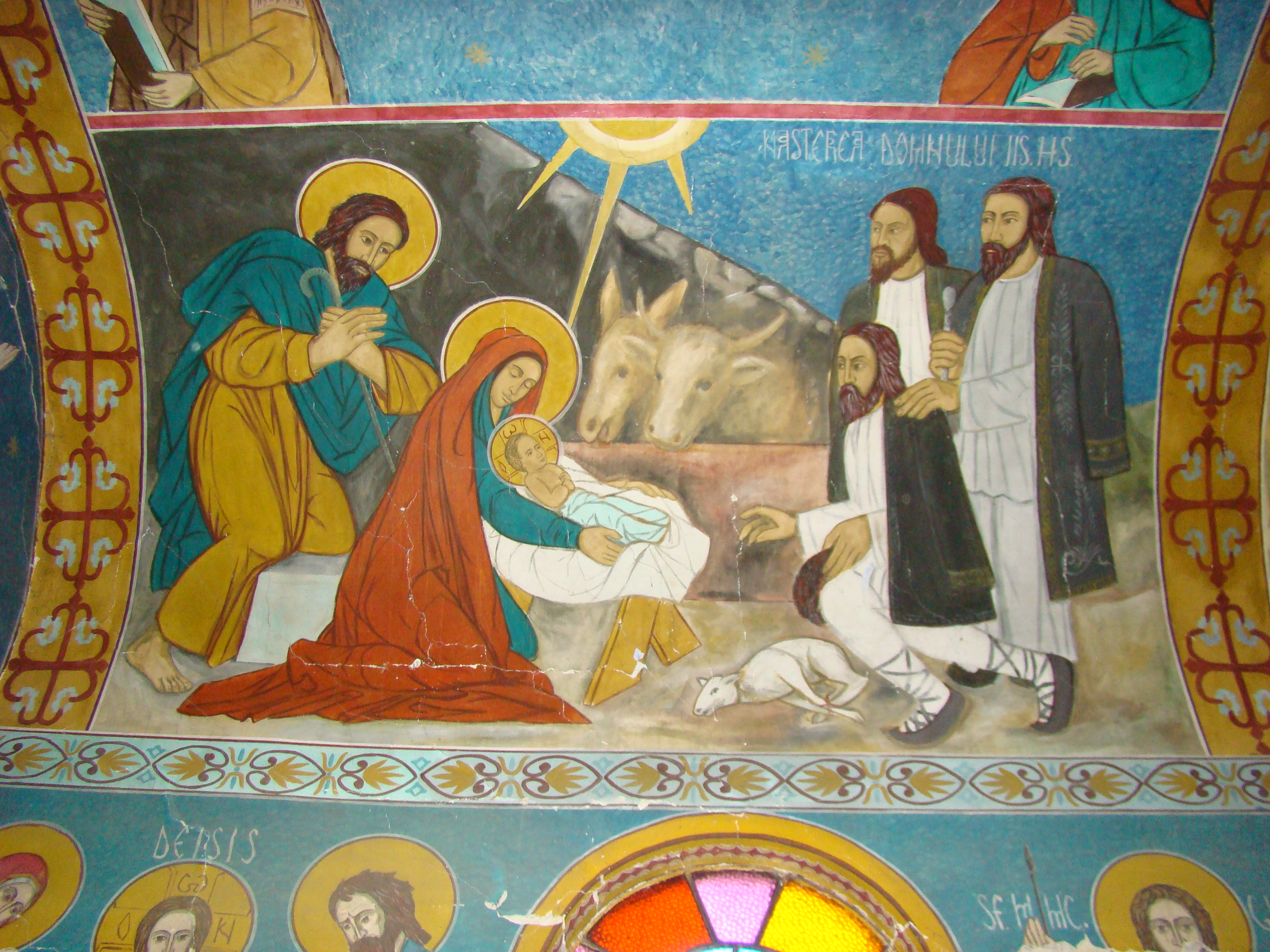
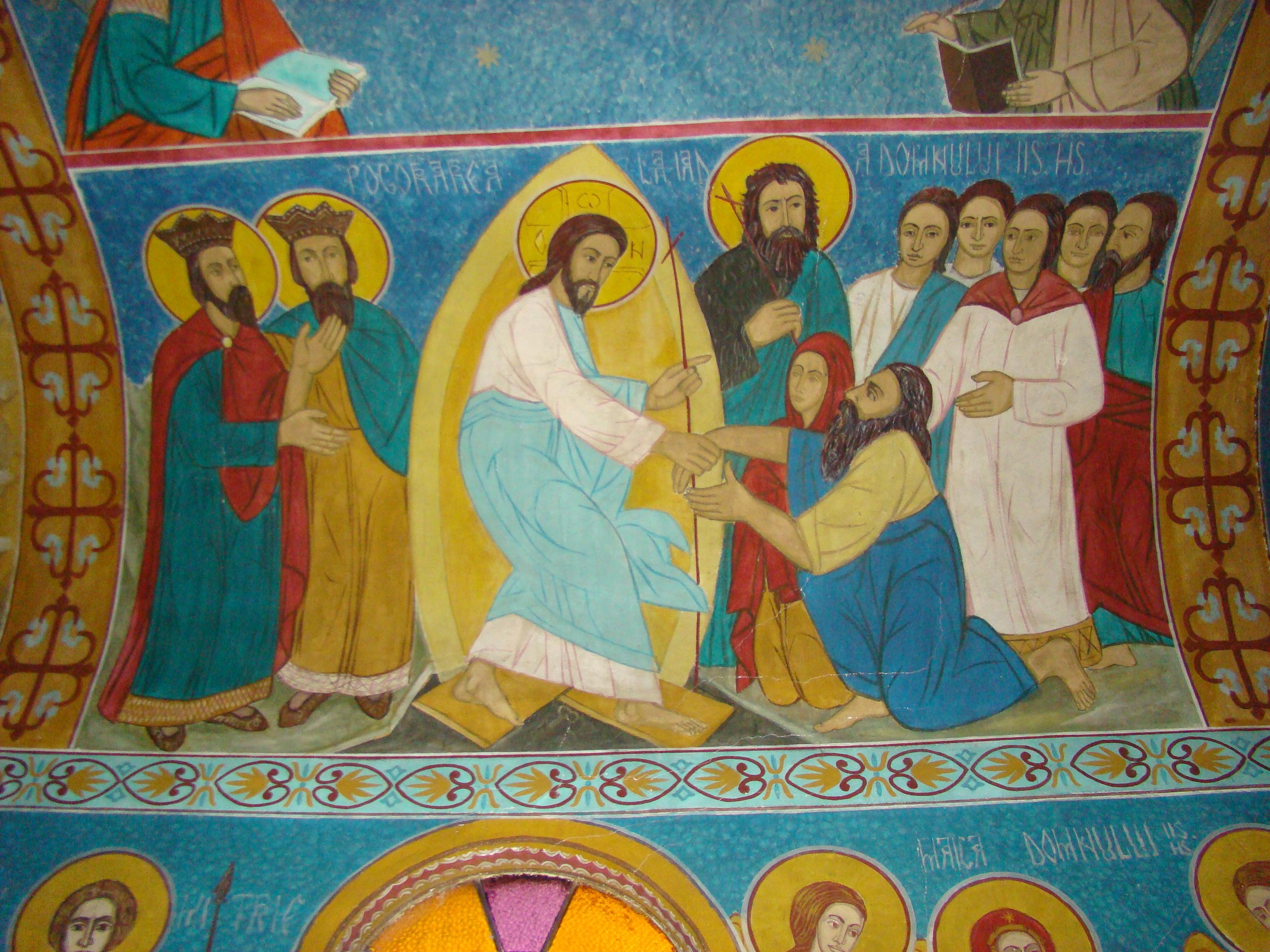
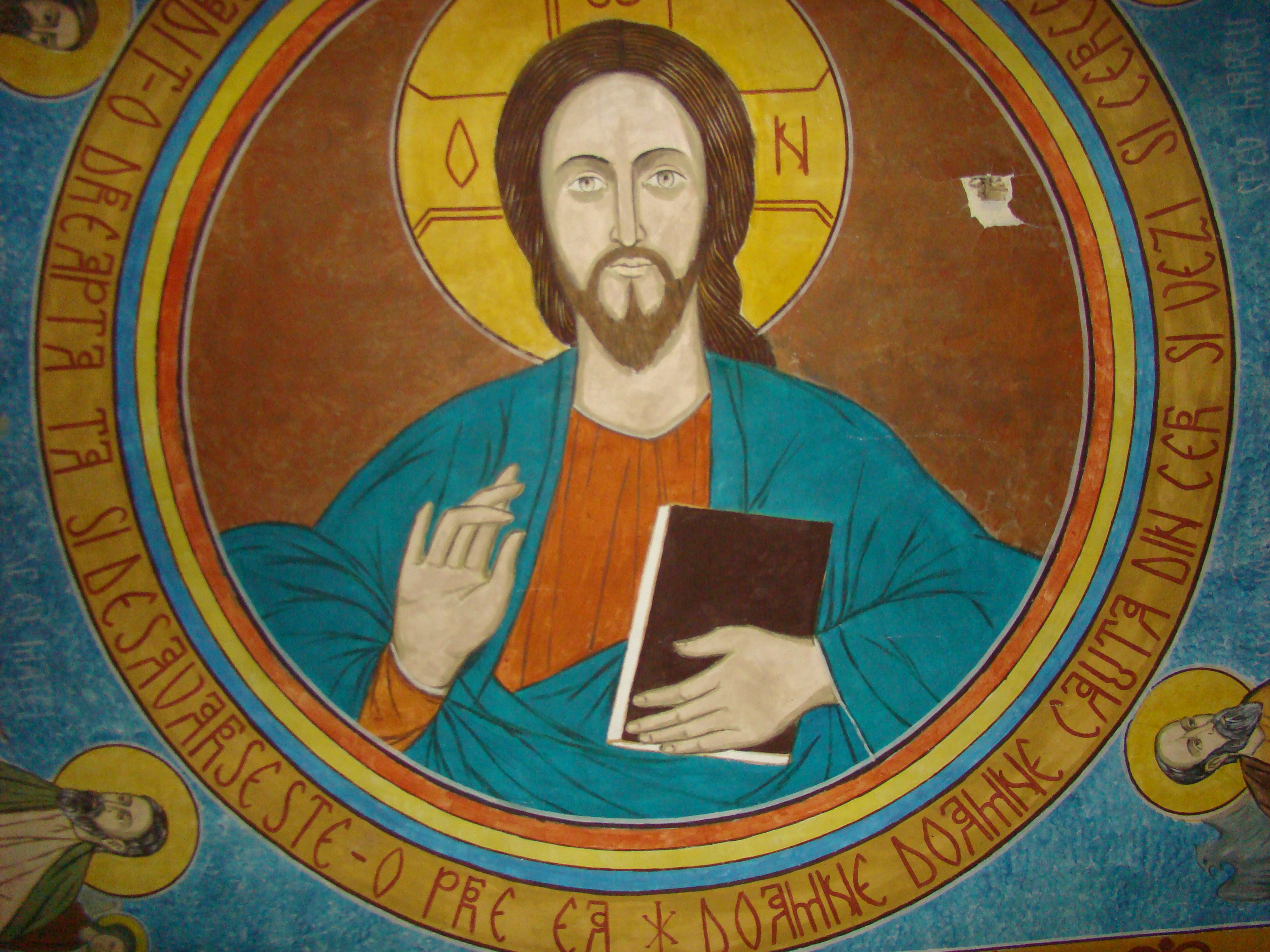
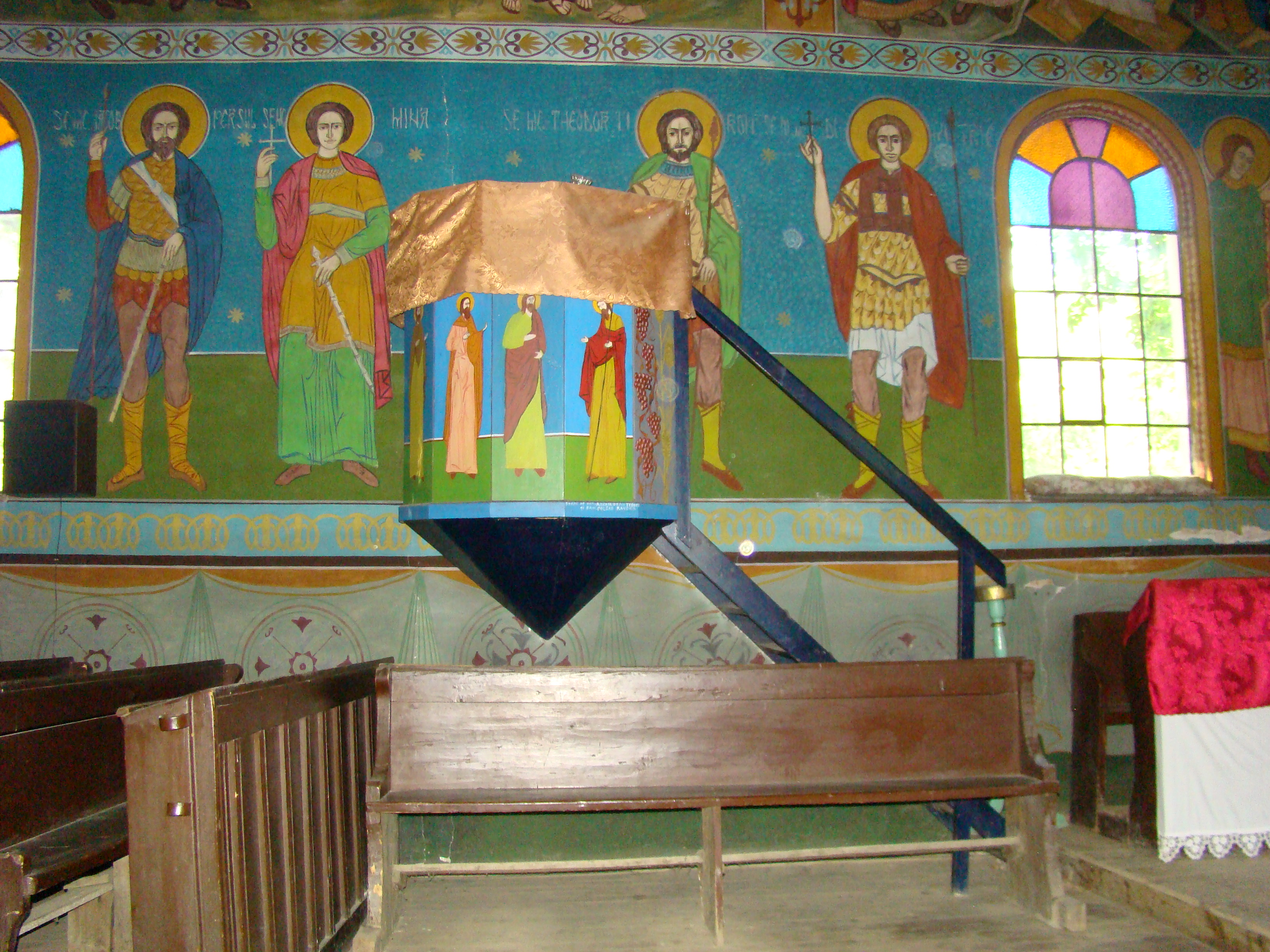
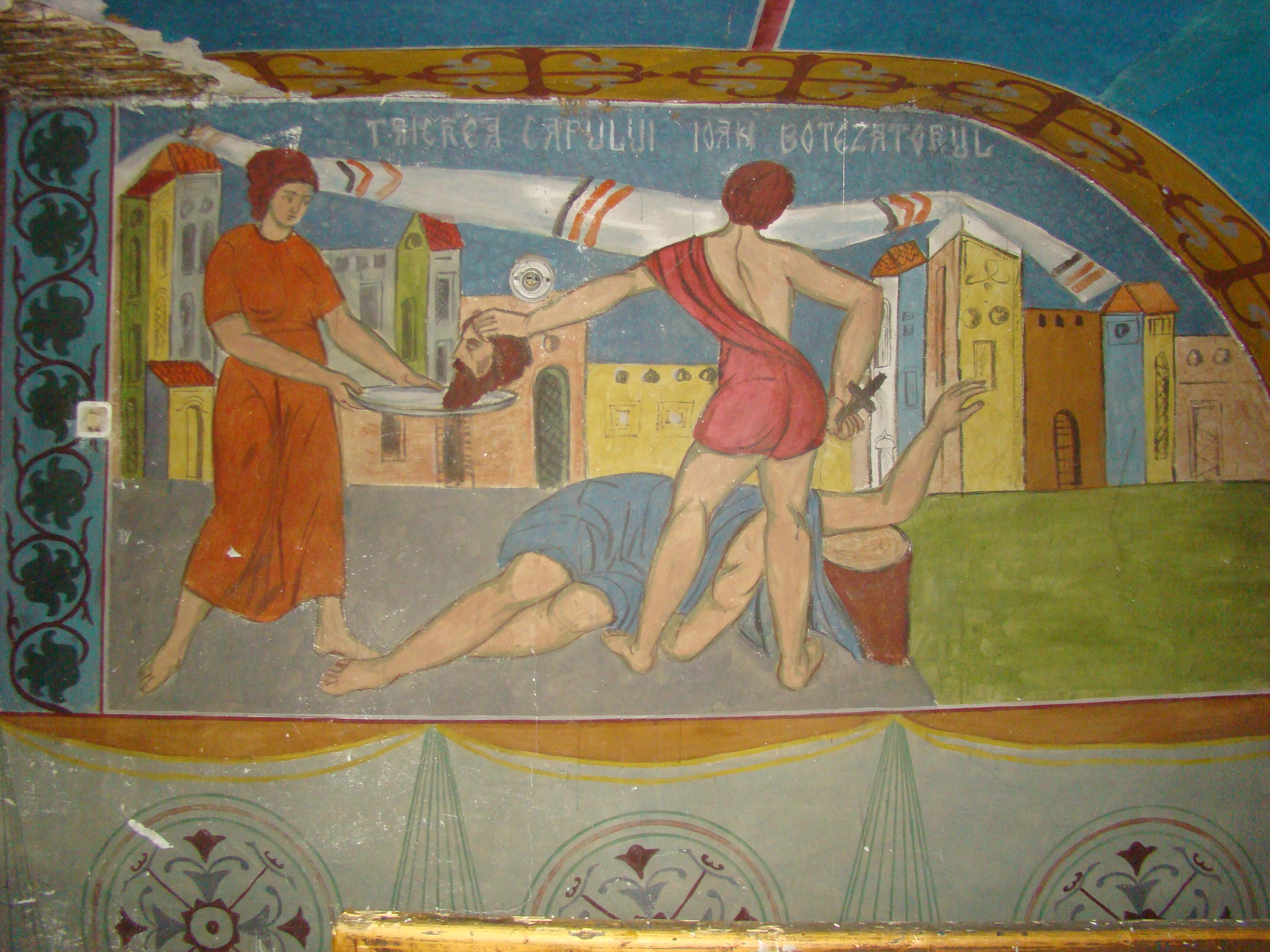
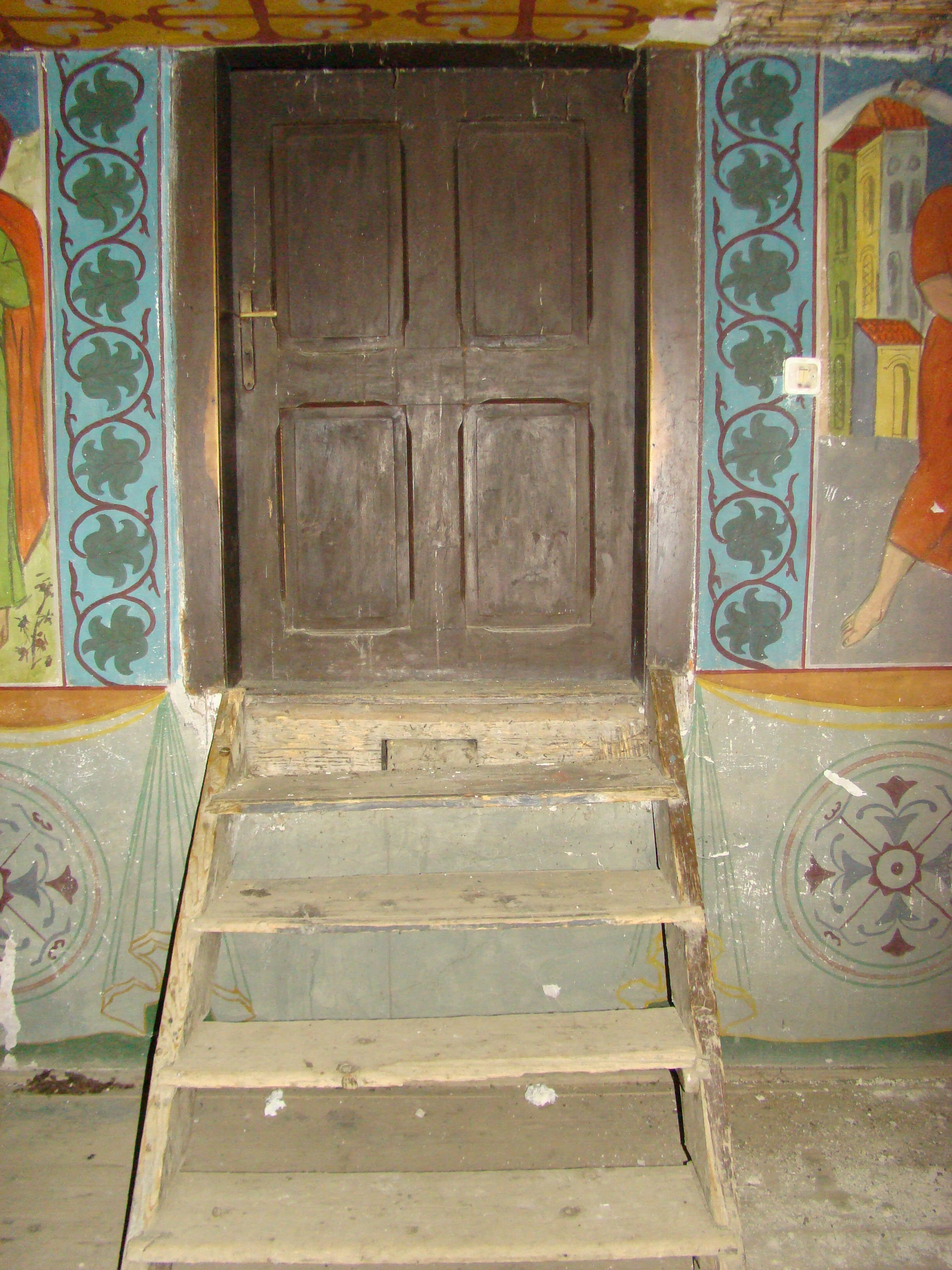
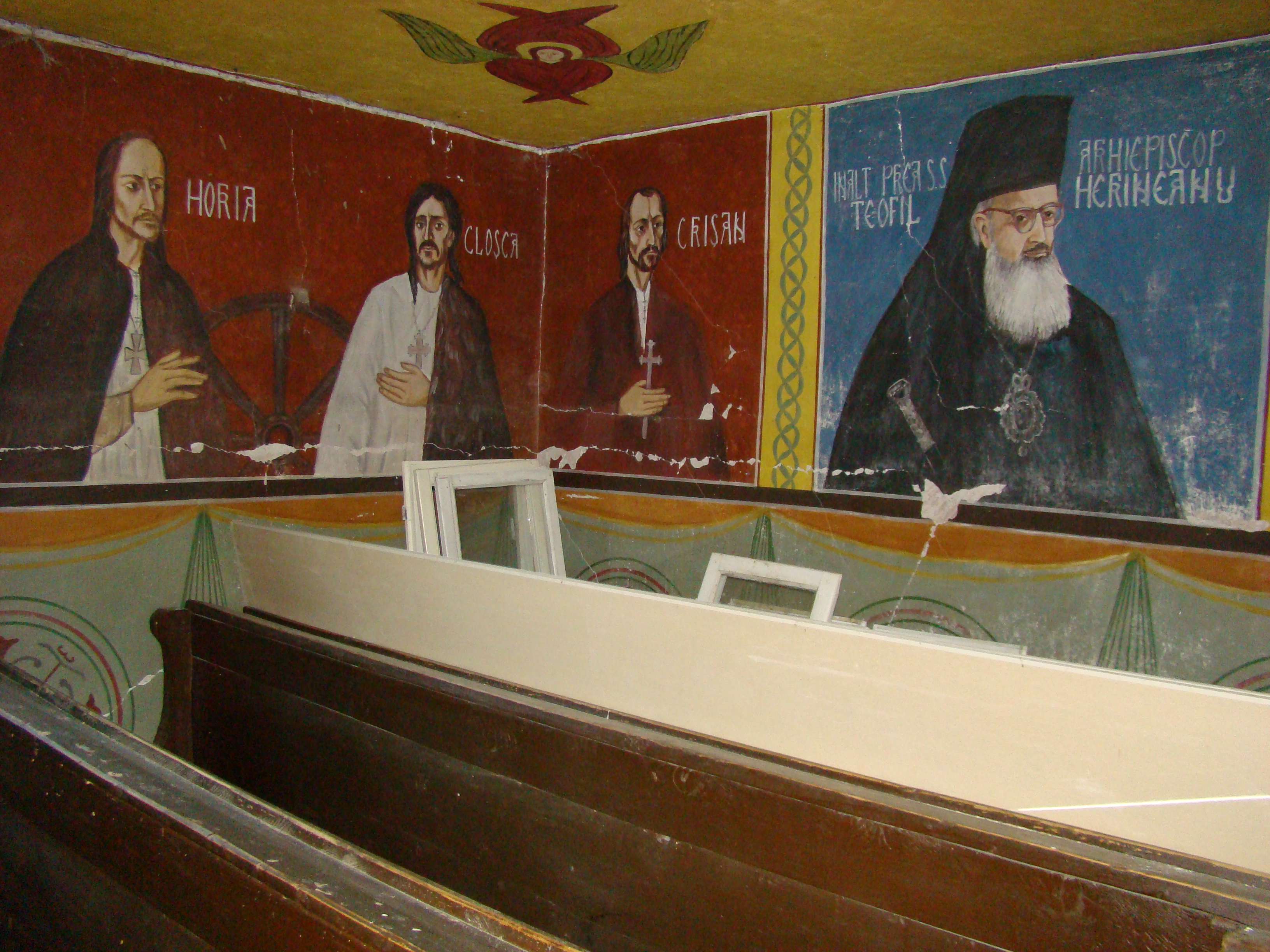
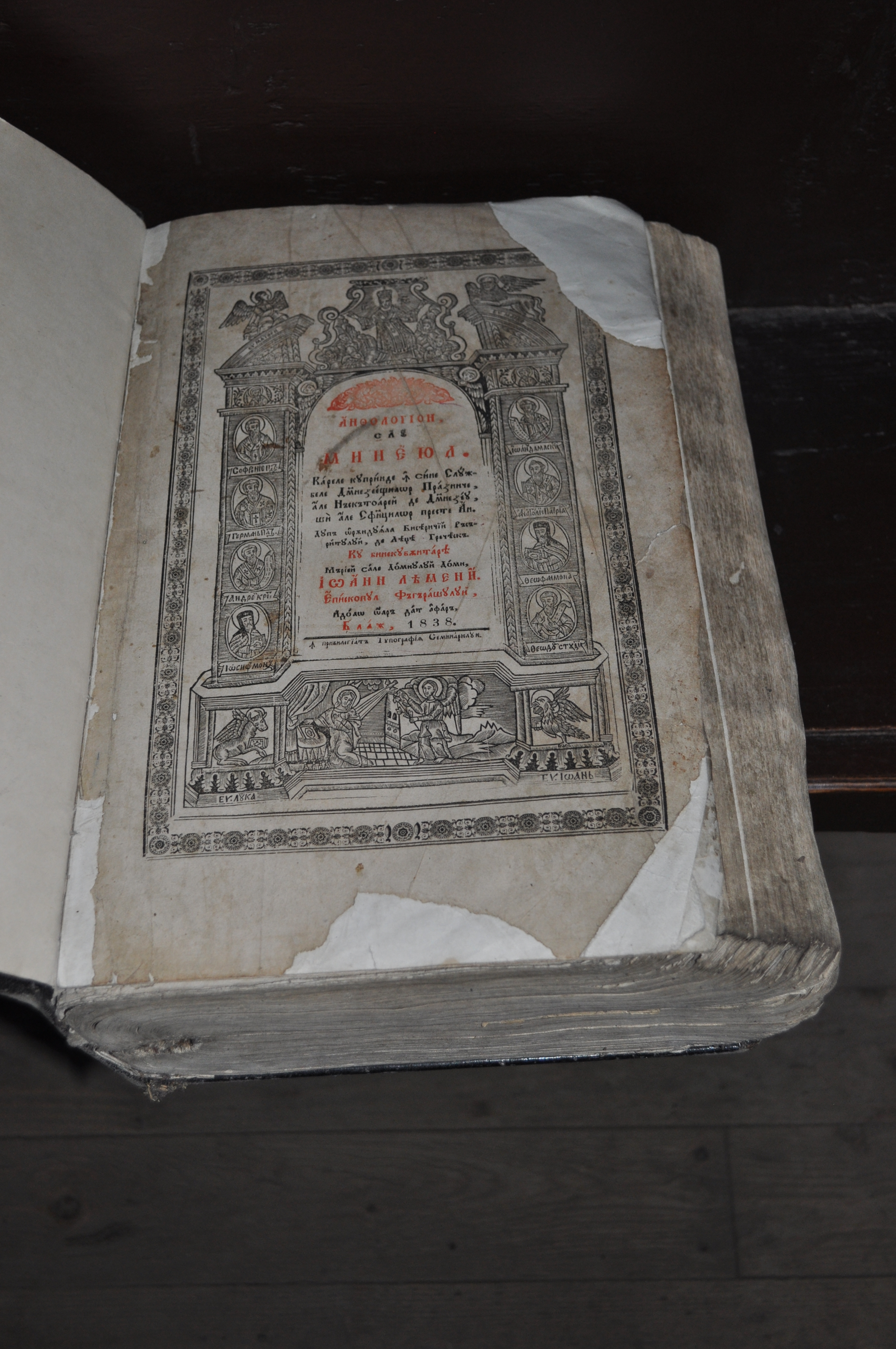
Carte veche din patrimoniul bisericii